# NHL Entry Draft 1991
Der NHL Entry Draft 1991 fand am 22. Juni 1991 im Buffalo Memorial Auditorium in Buffalo im US-Bundesstaat New York statt. Bei der 29. Auflage des NHL Entry Draft wählten die Teams der National Hockey League (NHL) in zwölf Runden insgesamt 264 Spieler aus. Als First Overall Draft Pick wurde der kanadische Center Eric Lindros von den Nordiques de Québec ausgewählt. Auf den Positionen zwei und drei folgten Pat Falloon für die San Jose Sharks und Scott Niedermayer für die New Jersey Devils. Die Reihenfolge des Drafts ergab sich aus der umgekehrten Abschlusstabelle der abgelaufenen Spielzeit 1990/91, wobei die Playoff-Teams nach den Mannschaften an der Reihe waren, die die Playoffs verpasst hatten. Die San Jose Sharks, die neu in die Liga aufgenommen wurden, erhielten das zweite Wahlrecht sowie das jeweils erste in allen folgenden Runden.
Der Entry Draft 1991 blieb vor allem durch die Kontroverse um den Gesamtersten Eric Lindros in Erinnerung, der bereits vor seiner zu erwartenden Wahl durch die Nordiques de Québec andeutete, nicht für das frankokanadische Team spielen zu wollen. Nach einem Jahr gaben ihn die Nordiques schließlich an die Philadelphia Flyers ab und erhielten in einem der spektakulärsten Transfers der NHL-Historie unter anderem den ebenfalls 1991 ausgewählten Peter Forsberg. Dieser sollte mit dem Franchise, das wenig später nach Colorado umzog, in den kommenden Jahren zwei Stanley Cups gewinnen. Darüber hinaus sind Lindros, Forsberg und Scott Niedermayer die Spieler dieses Jahrgangs, die bisher in die Hockey Hall of Fame aufgenommen wurden. Zu weiteren nennenswerten Akteuren des Entry Drafts 1991 gehören unter anderem Brian Rolston, Alexei Kowaljow, Markus Näslund, Glen Murray, Ray Whitney, Žigmund Pálffy, Sandis Ozoliņš, Jozef Stümpel, Chris Osgood, Michael Nylander und Alexei Schitnik.

## Draftergebnis

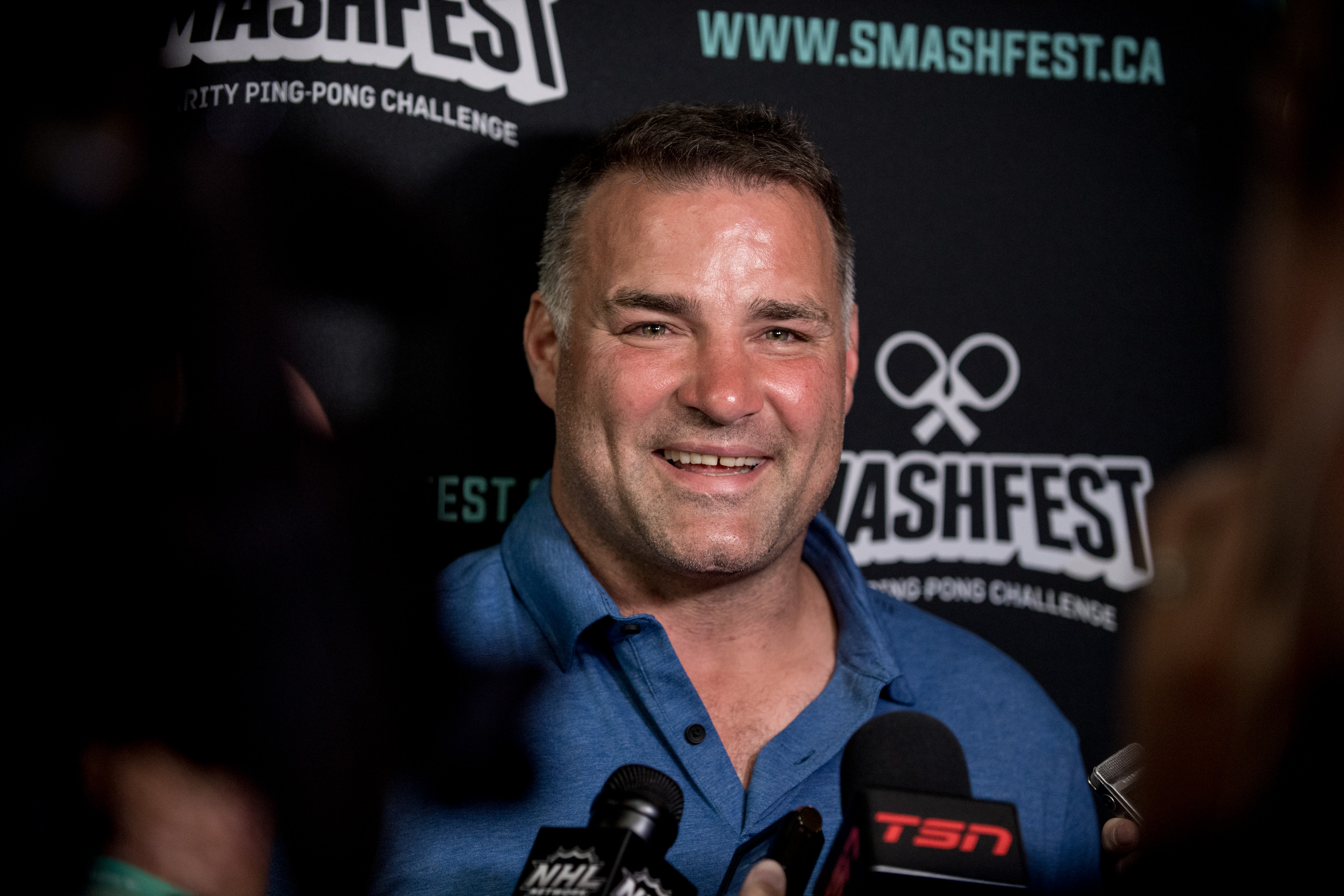
Eric Lindros, gewählt an Position 1

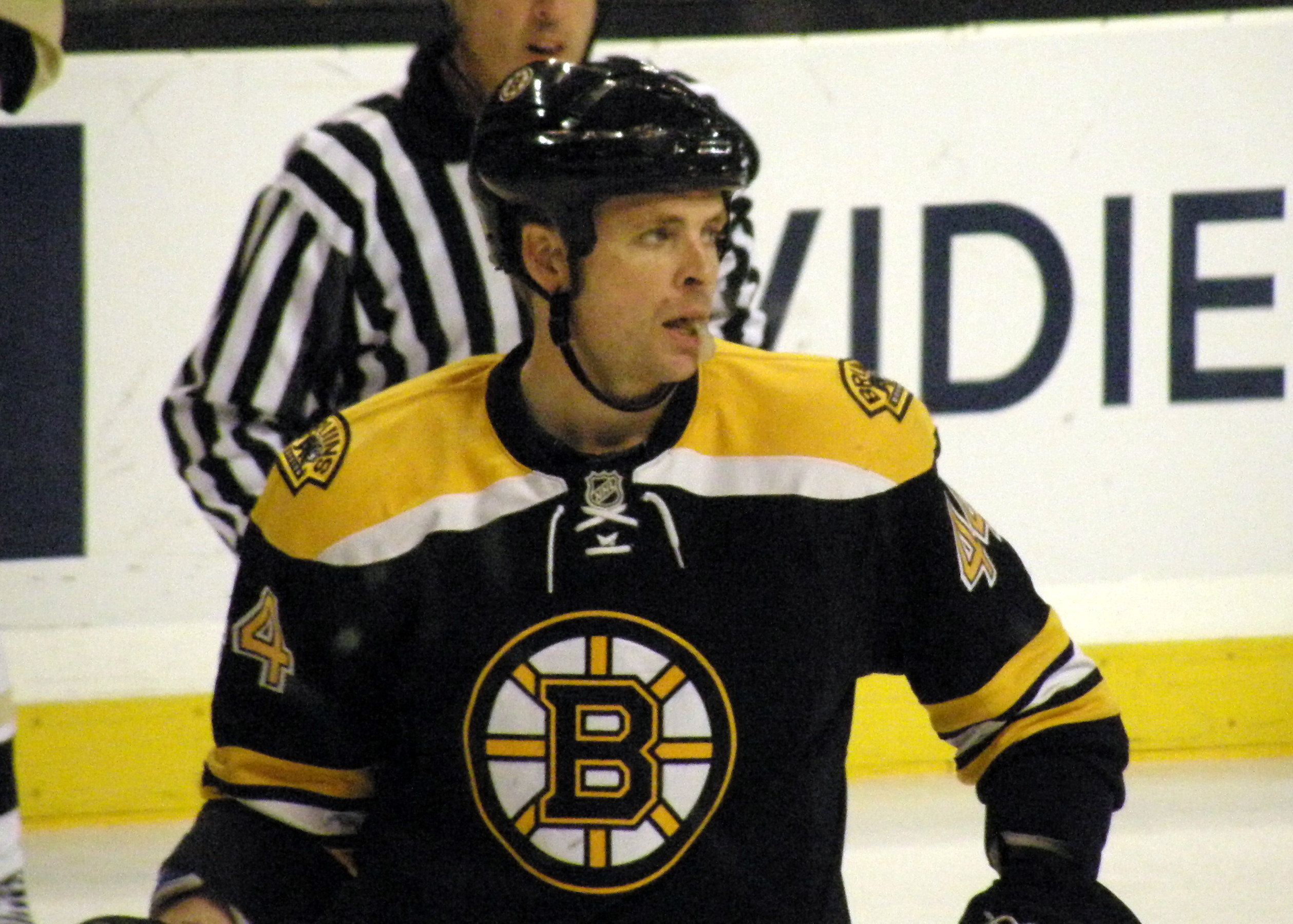
Aaron Ward, gewählt an Position 5

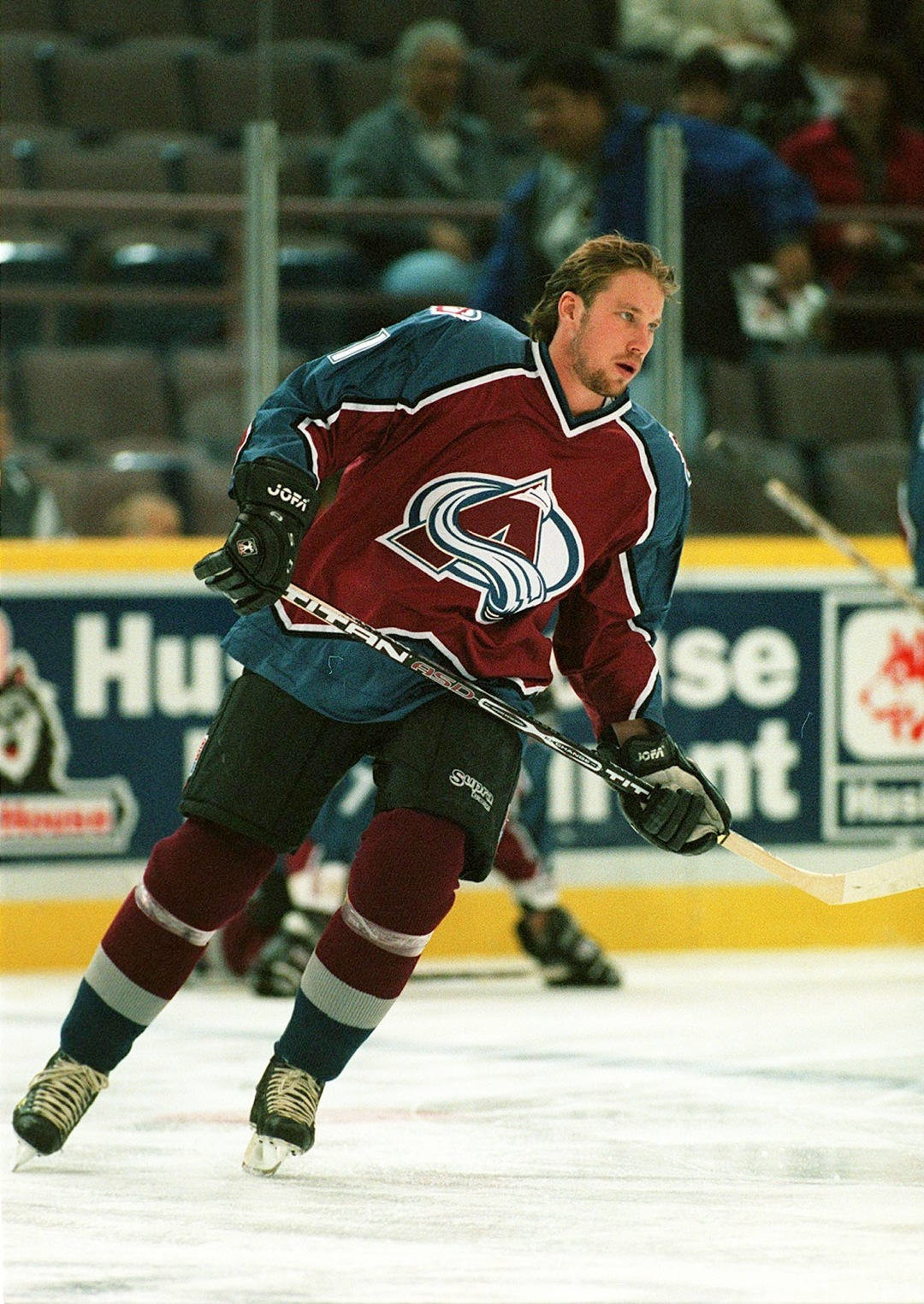
Peter Forsberg, gewählt an Position 6

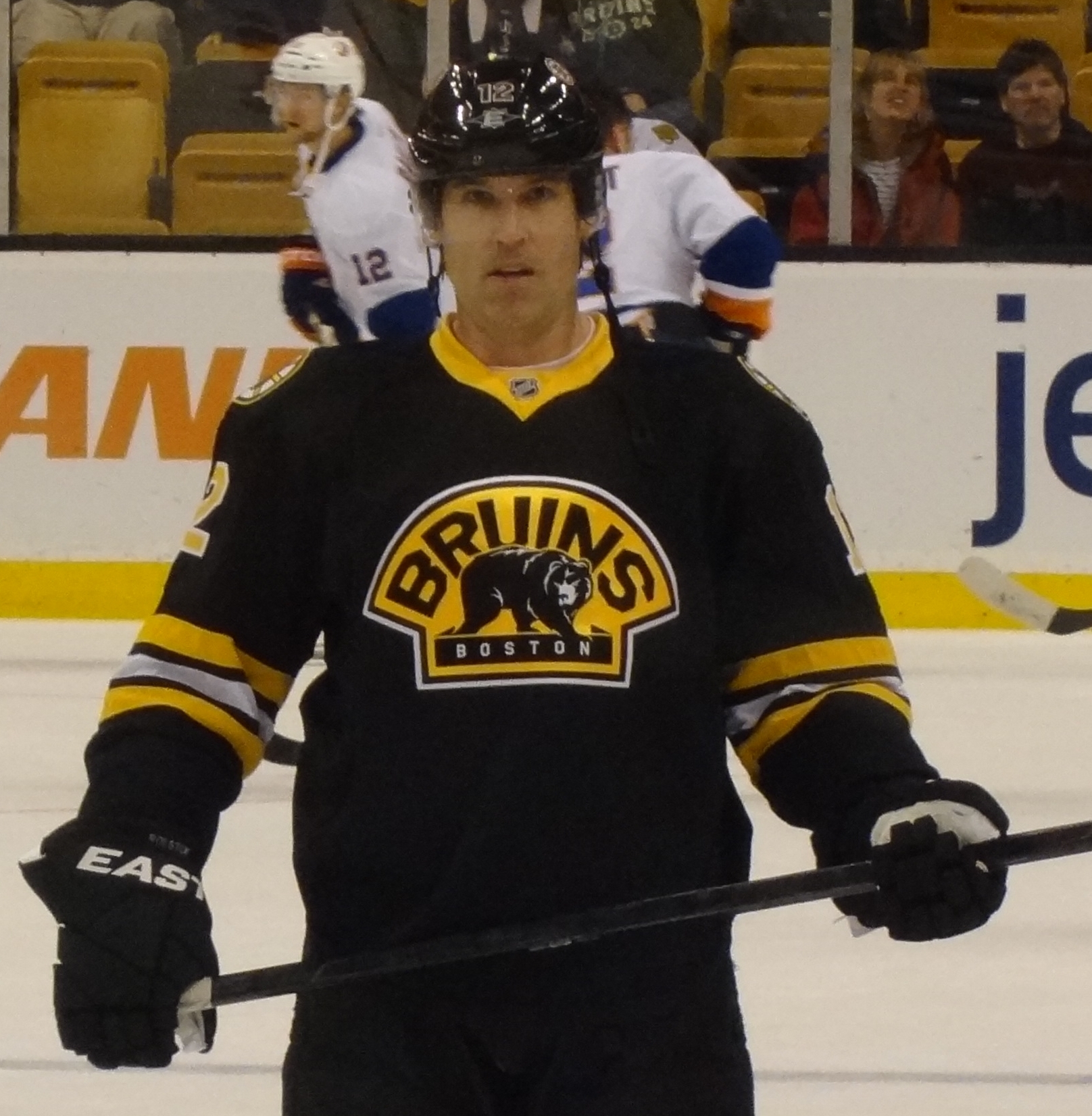
Brian Rolston, gewählt an Position 11

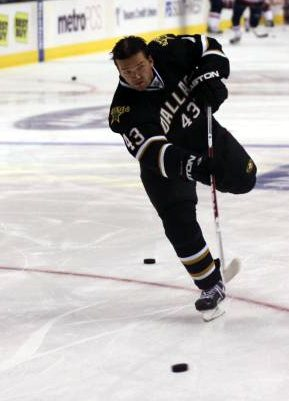
Philippe Boucher, gewählt an Position 13

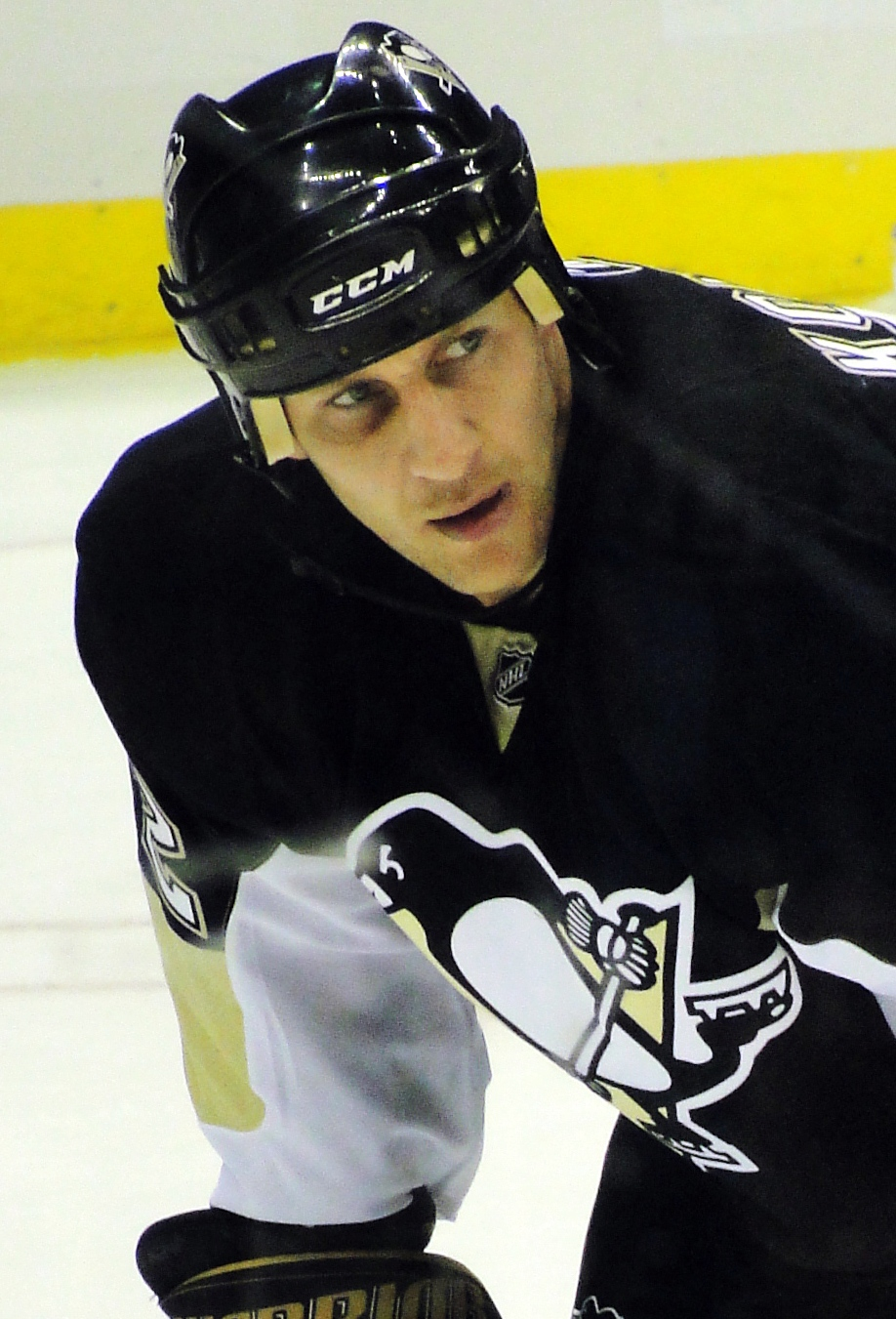
Alexei Kowaljow, gewählt an Position 15

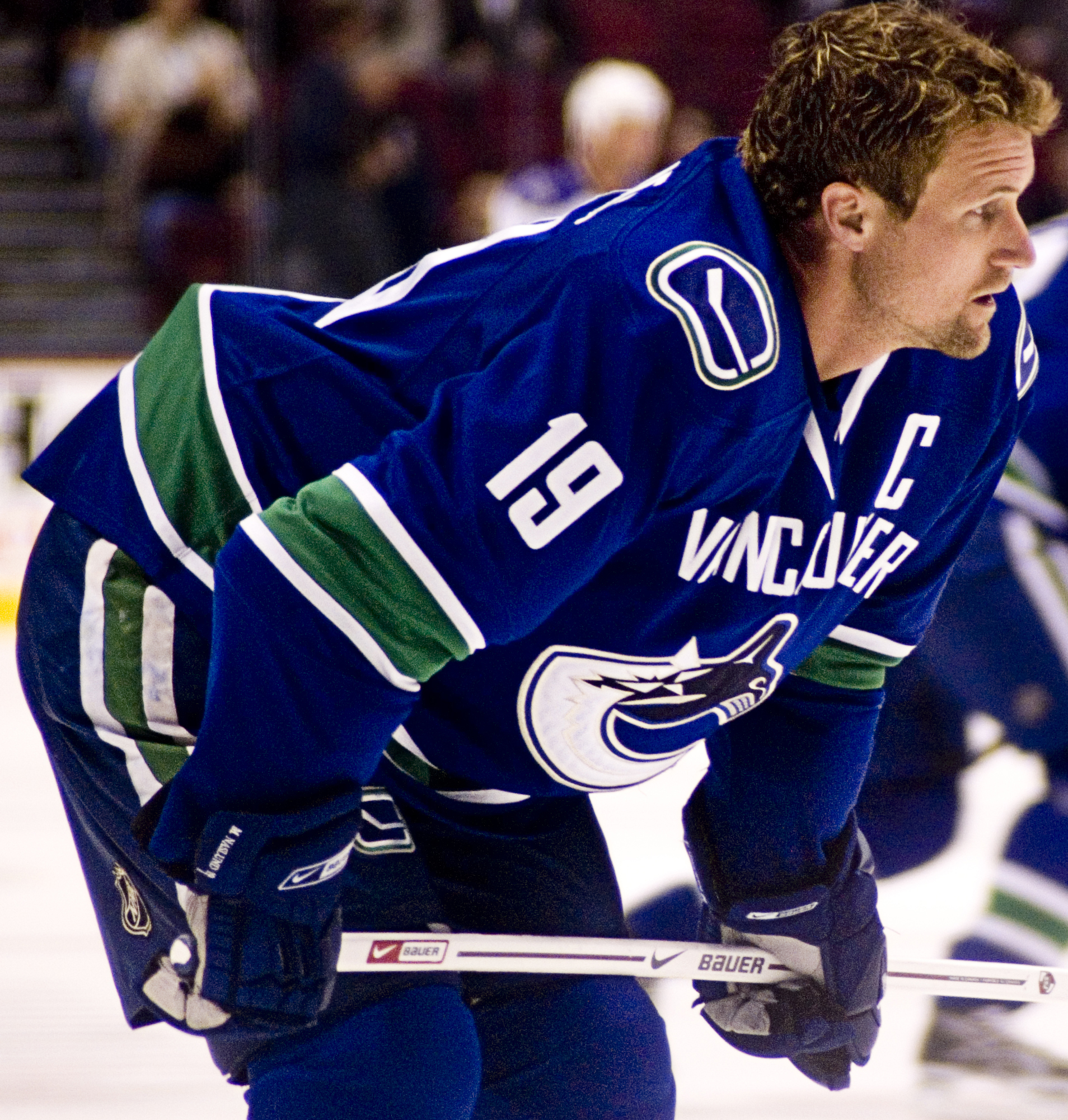
Markus Näslund, gewählt an Position 16

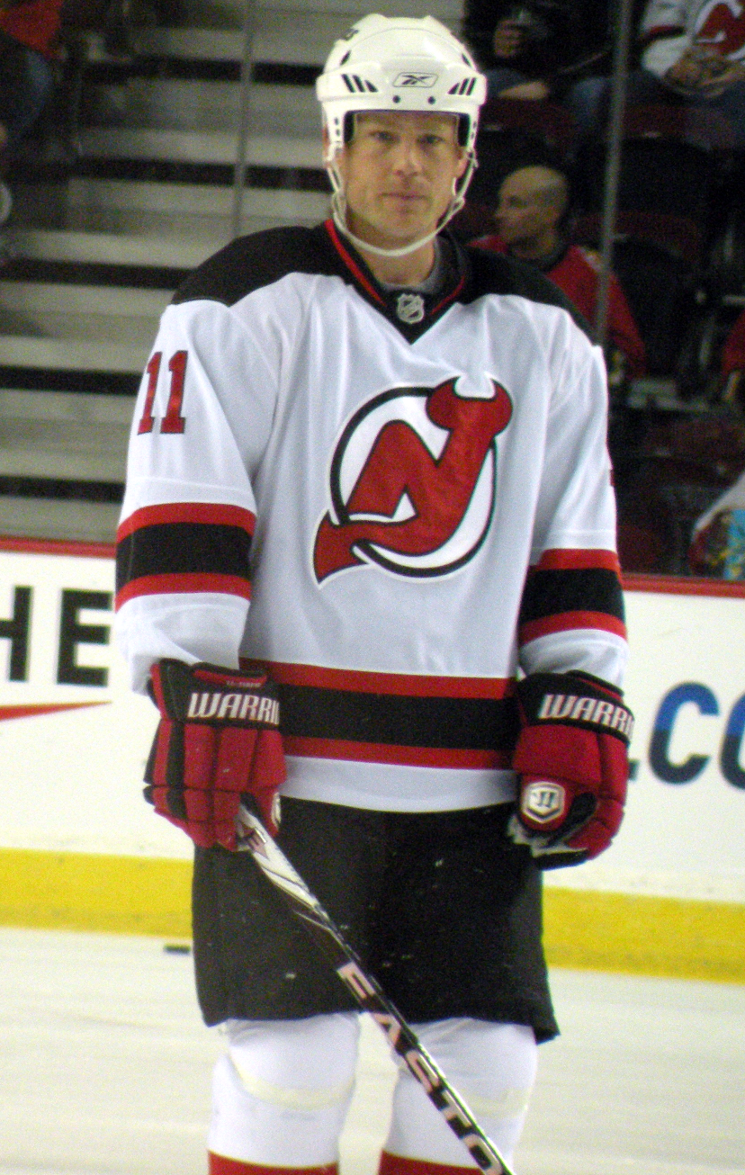
Dean McAmmond, gewählt an Position 22

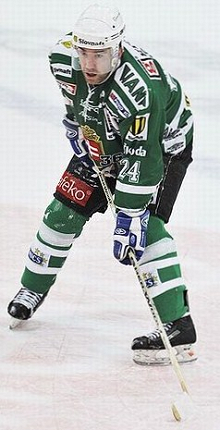
Žigmund Pálffy, gewählt an Position 26

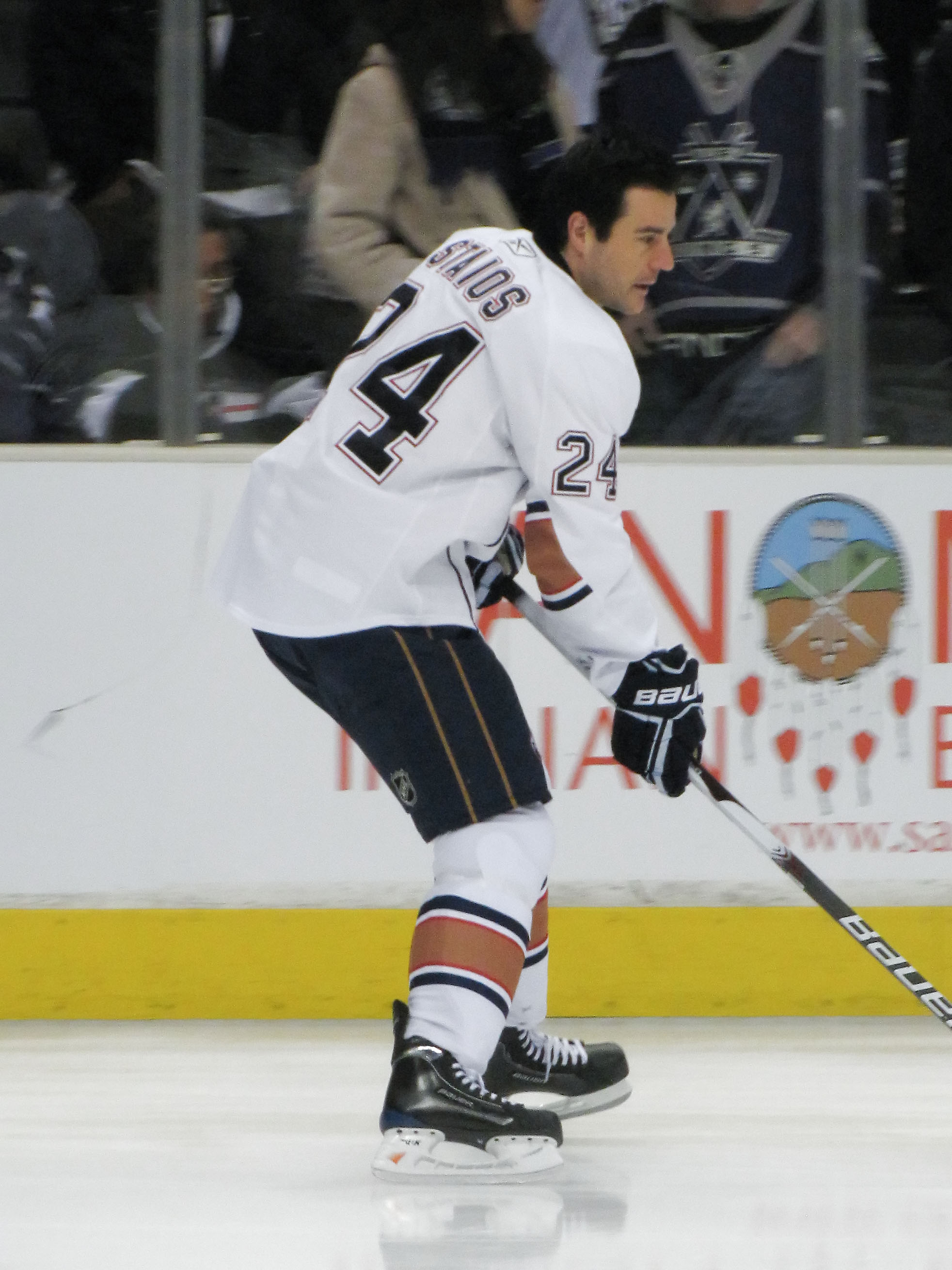
Steve Staios, gewählt an Position 27

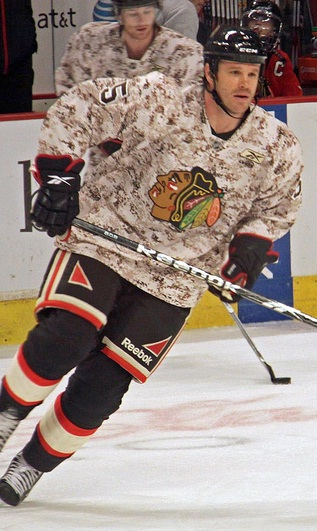
Jassen Cullimore, gewählt an Position 29

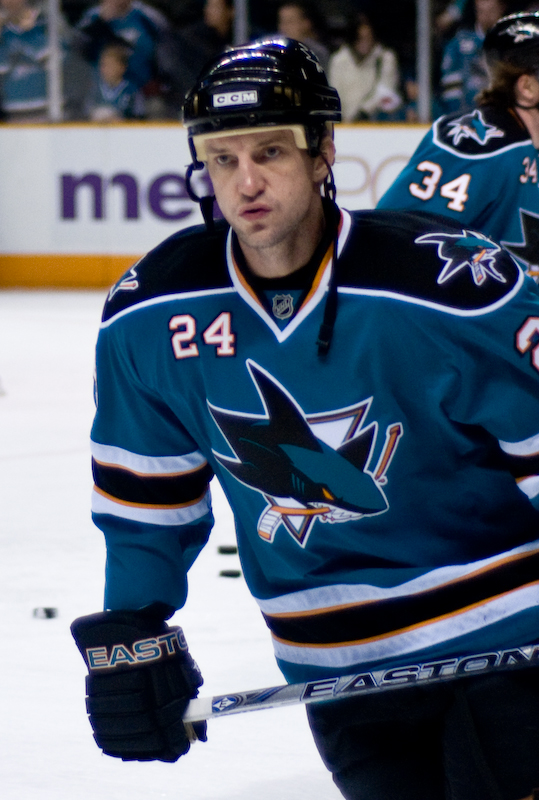
Sandis Ozoliņš, gewählt an Position 30

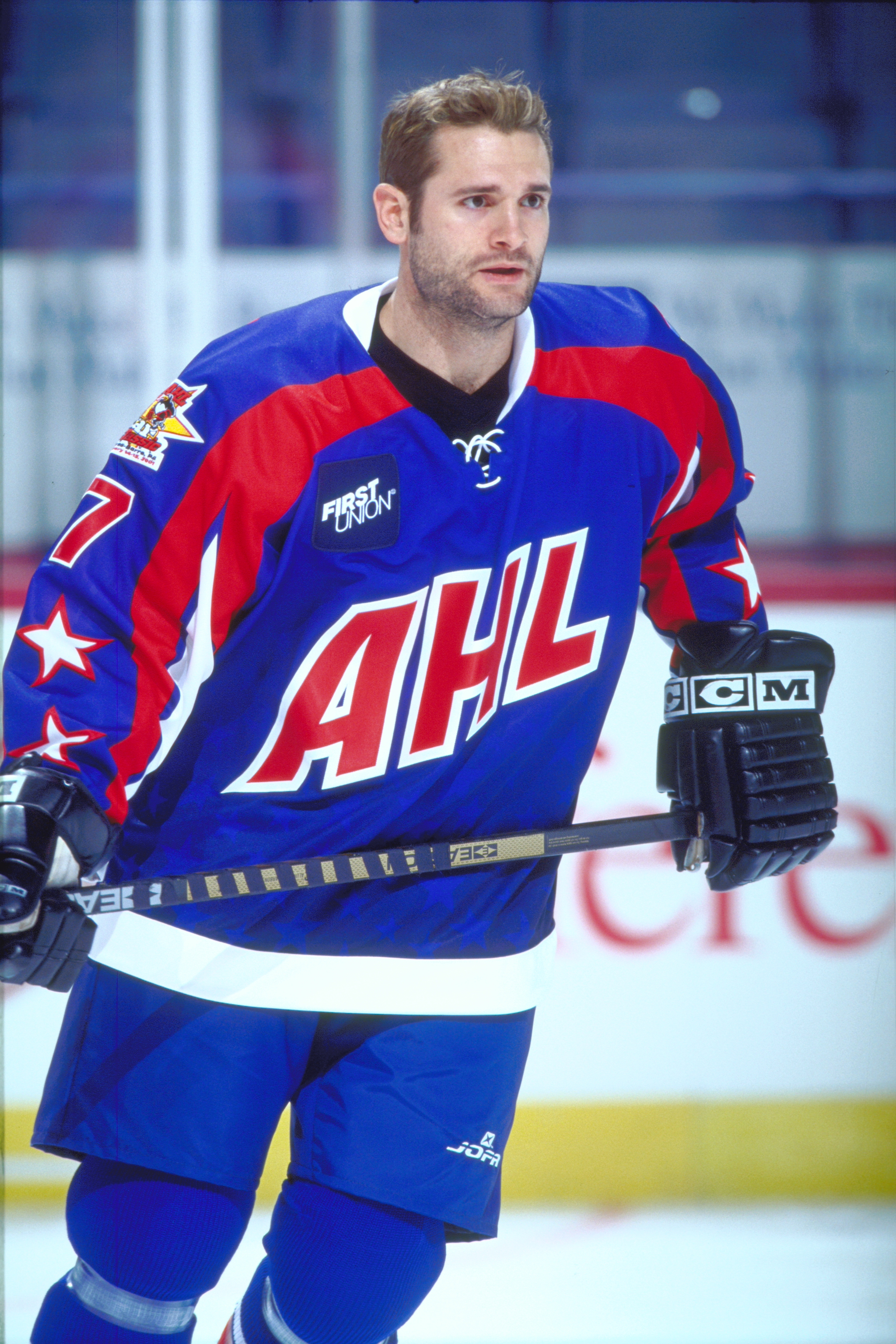
Rich Brennan, gewählt an Position 46

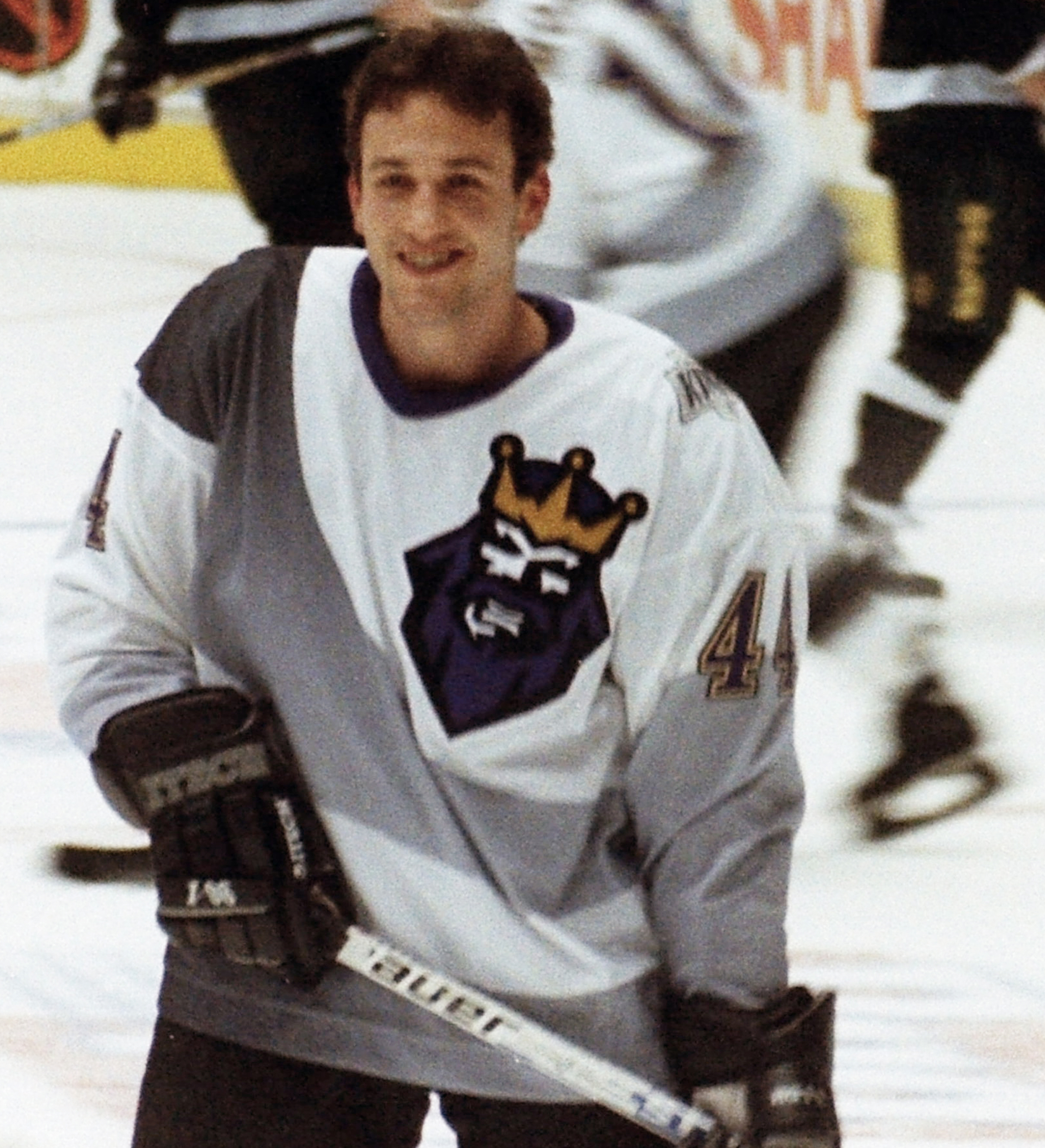
Yanic Perreault, gewählt an Position 47

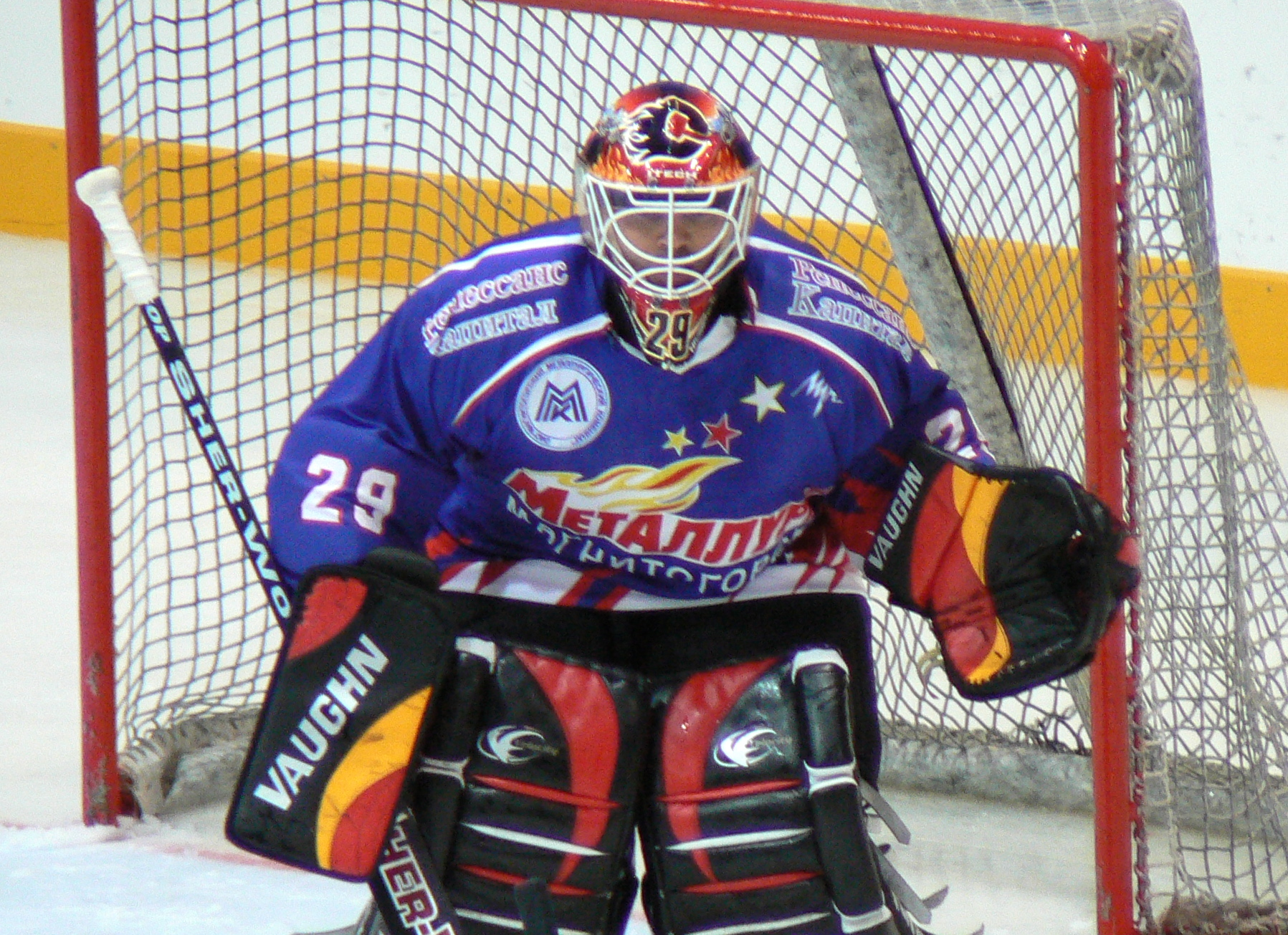
Jamie McLennan, gewählt an Position 48

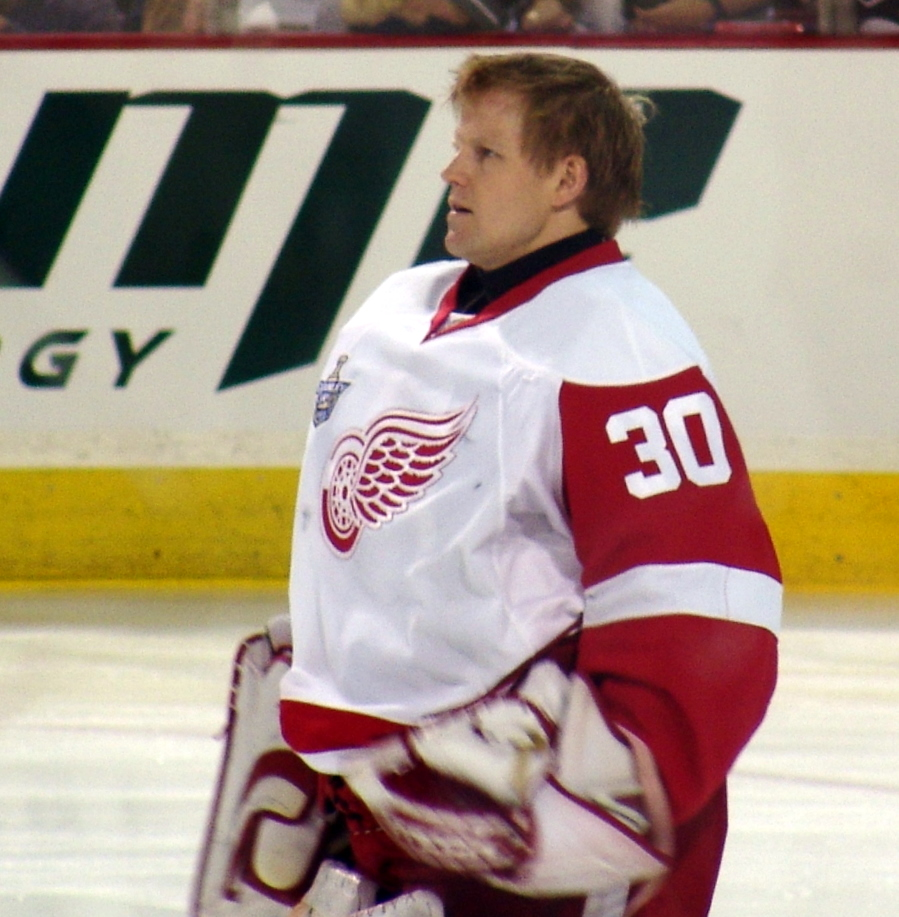
Chris Osgood, gewählt an Position 54

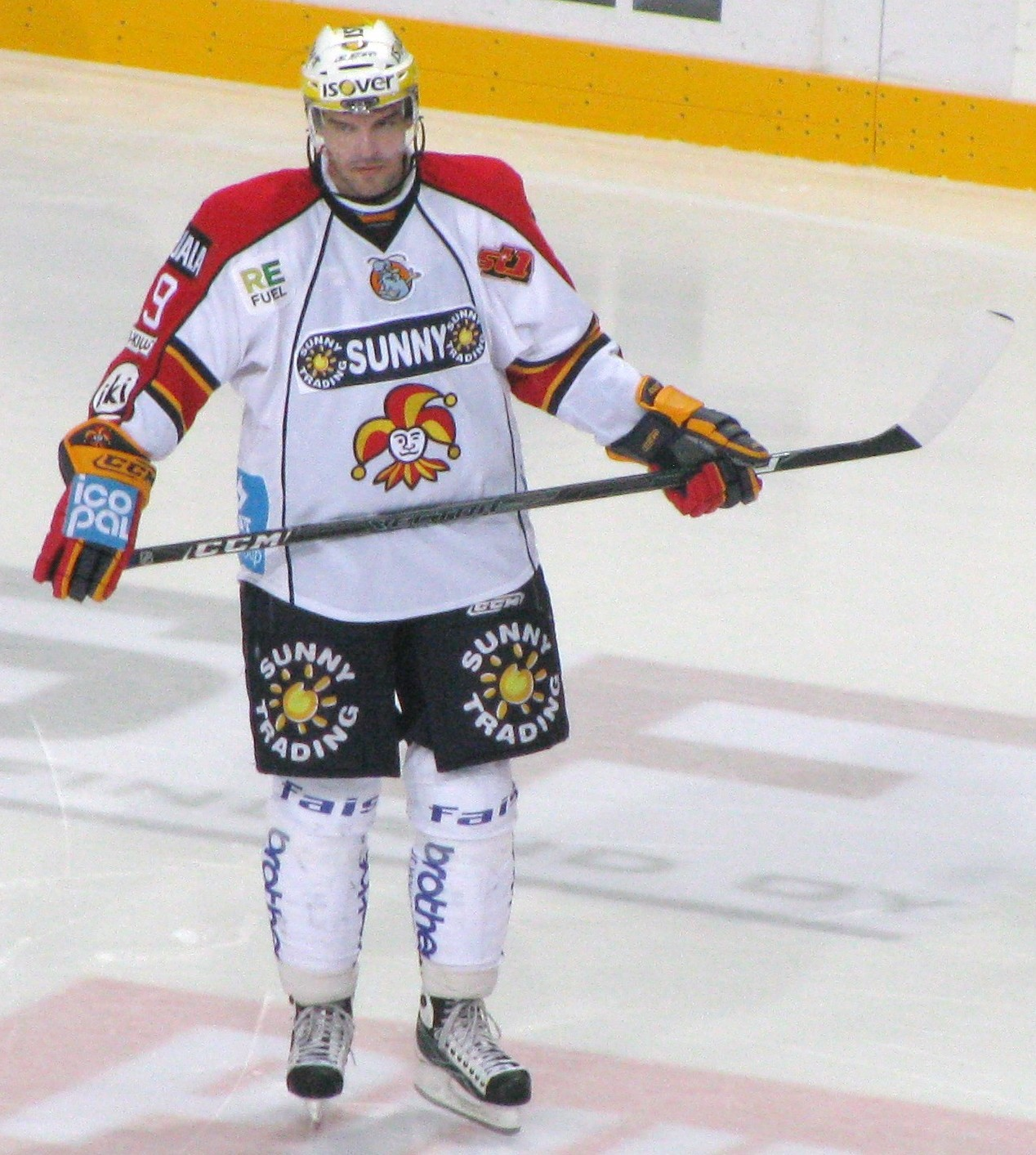
Fredrik Bremberg, gewählt an Position 55

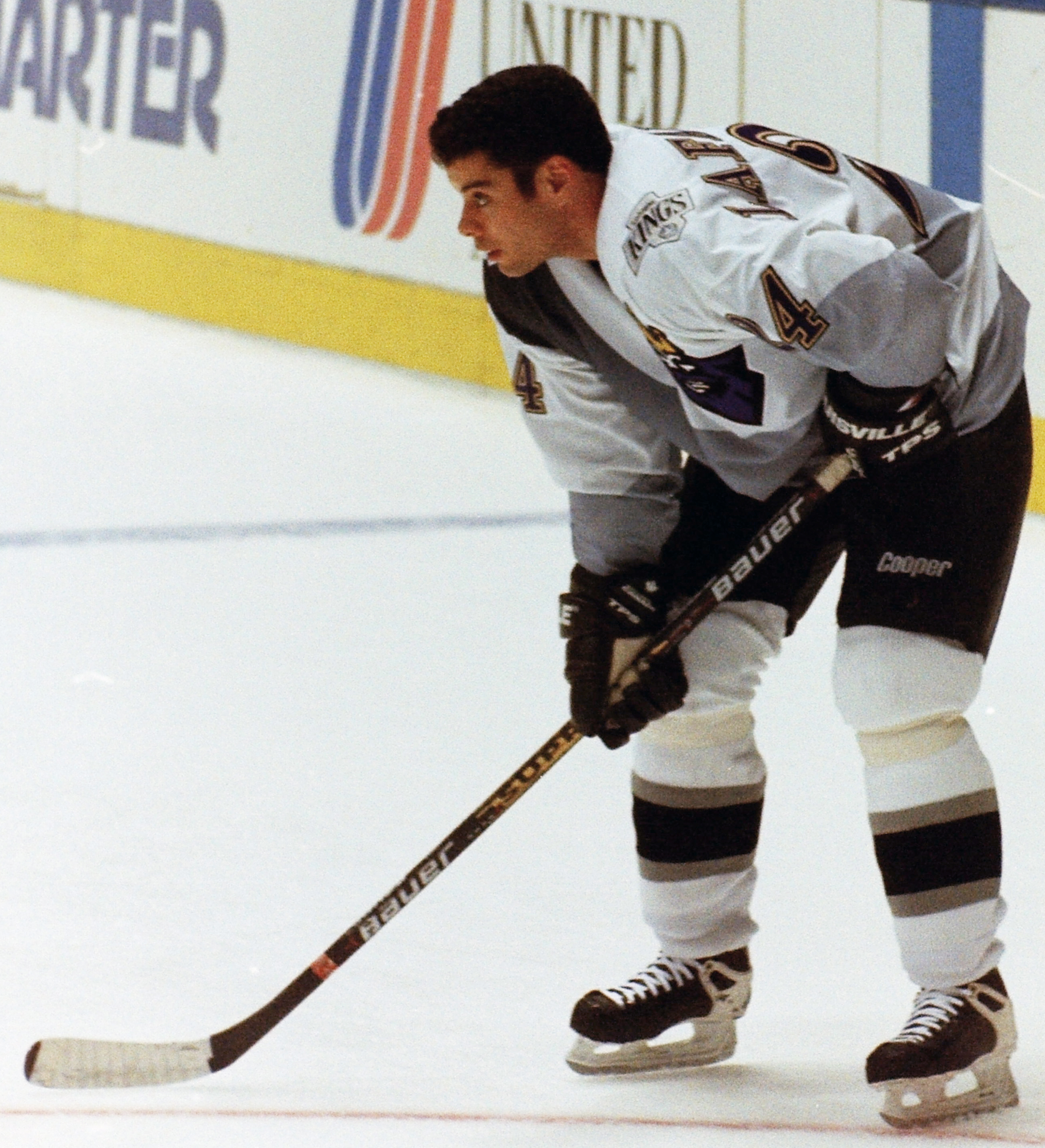
Nathan LaFayette, gewählt an Position 65

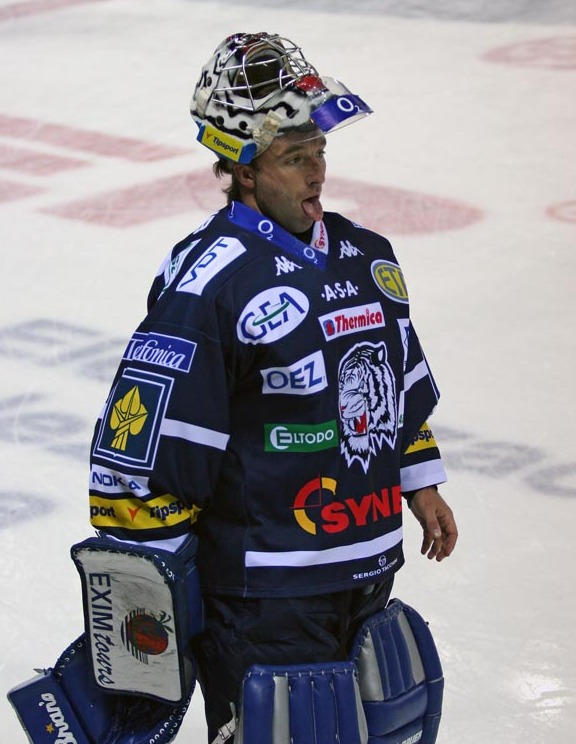
Milan Hnilička, gewählt an Position 70

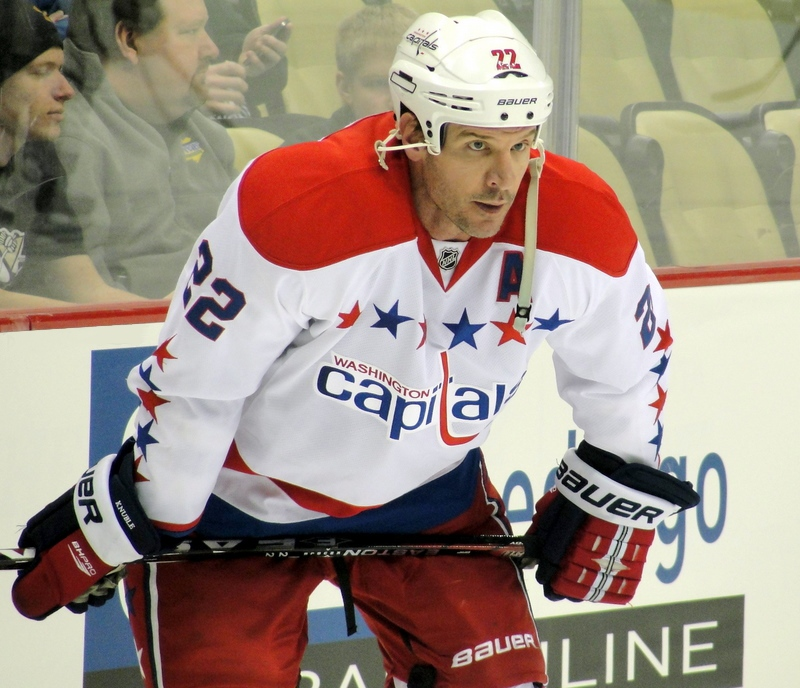
Mike Knuble, gewählt an Position 76

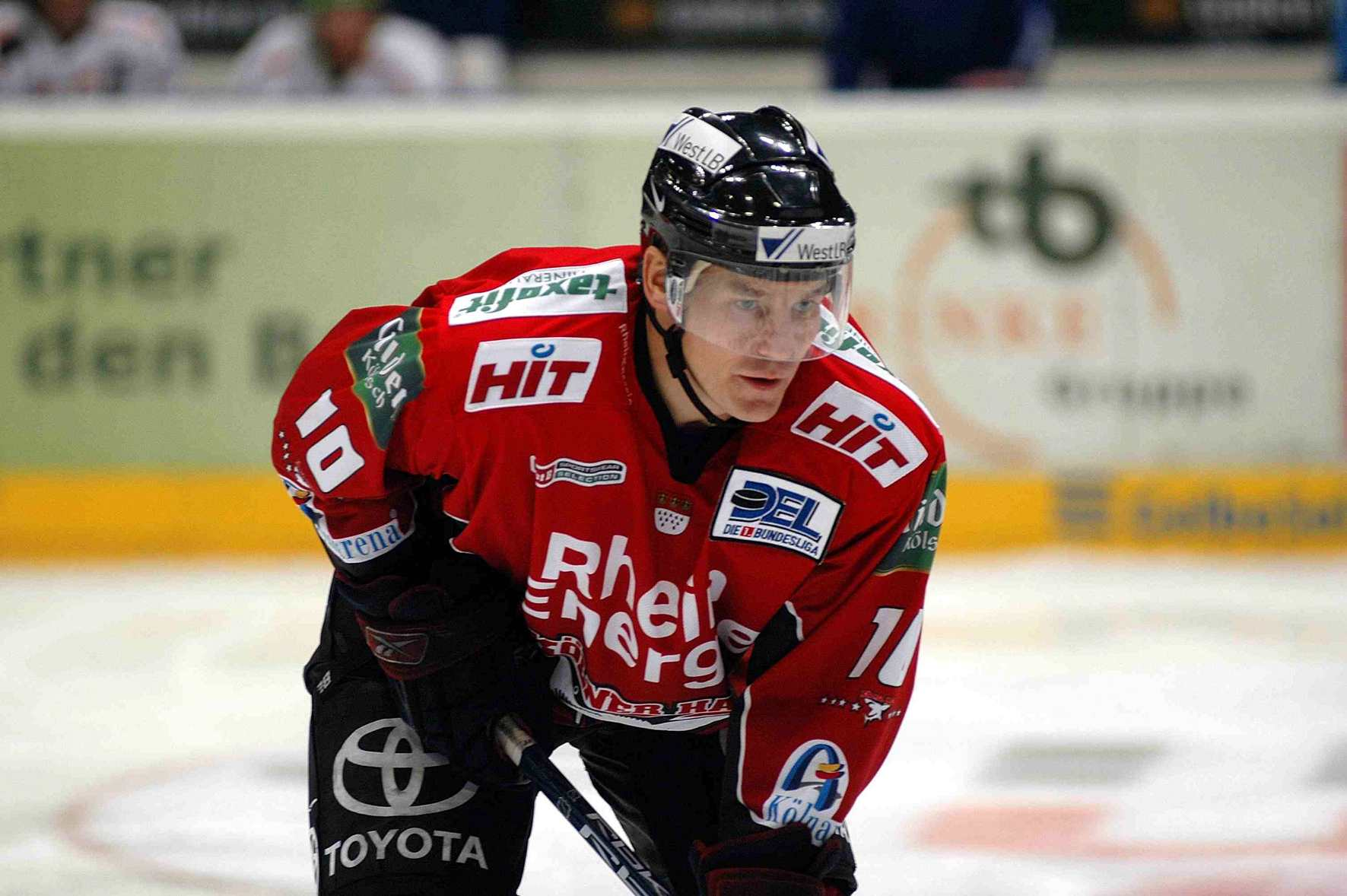
Bill Lindsay, gewählt an Position 103

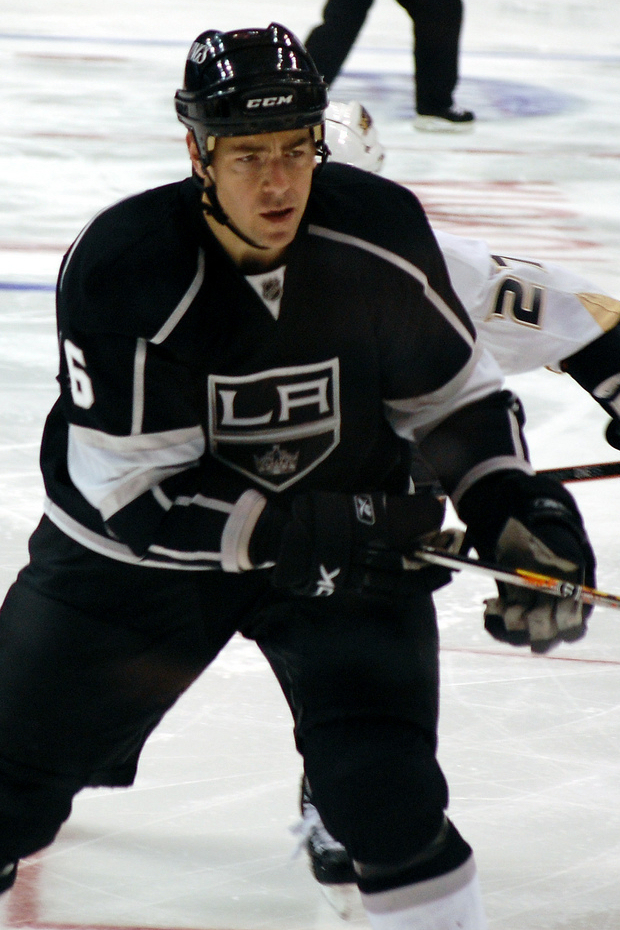
Sean O’Donnell, gewählt an Position 123

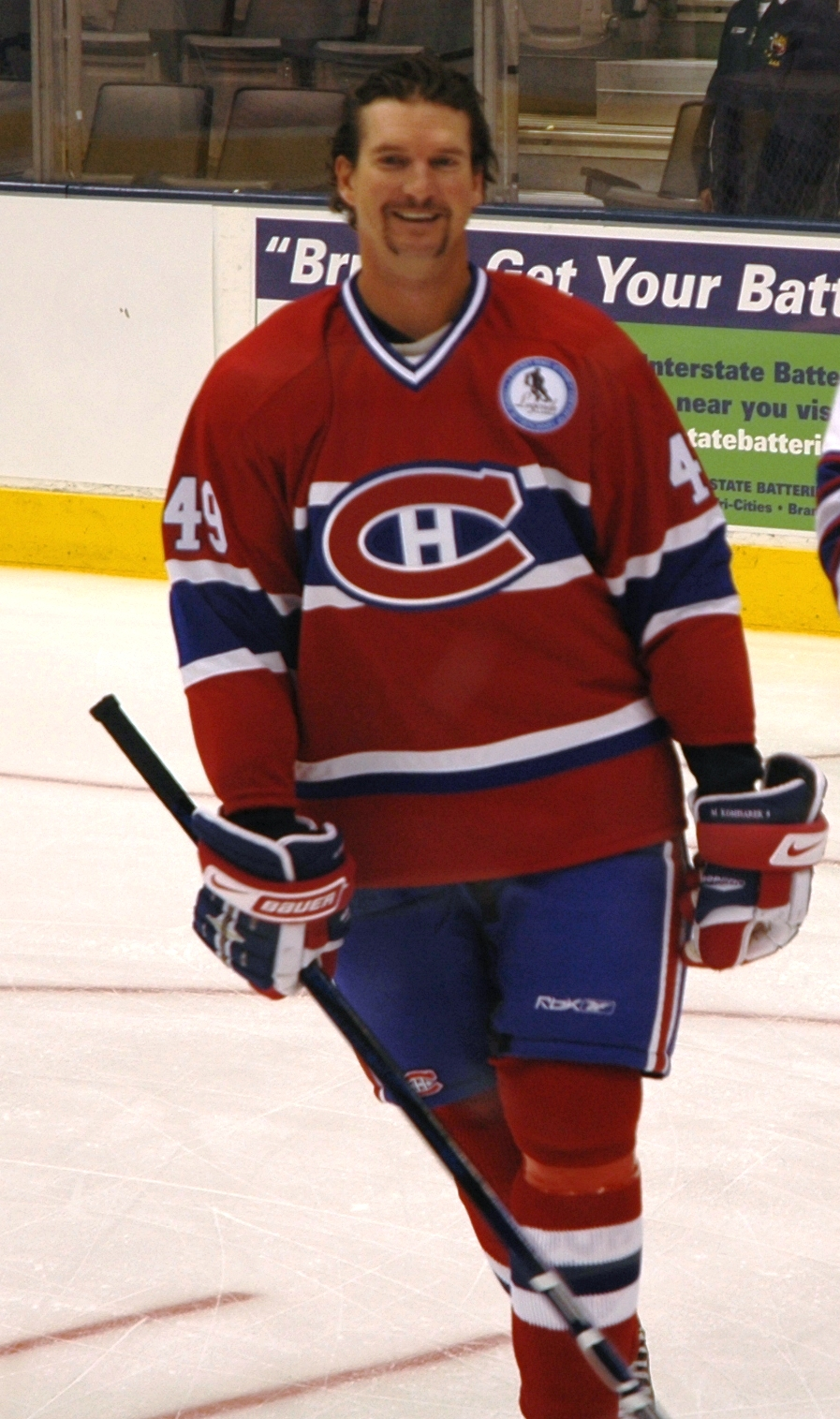
Brian Savage, gewählt an Position 171

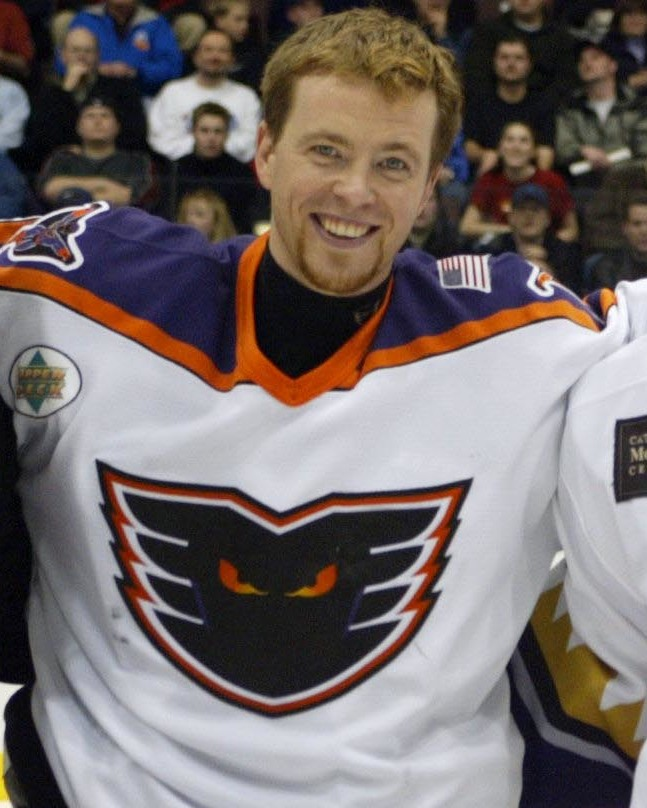
Neil Little, gewählt an Position 226

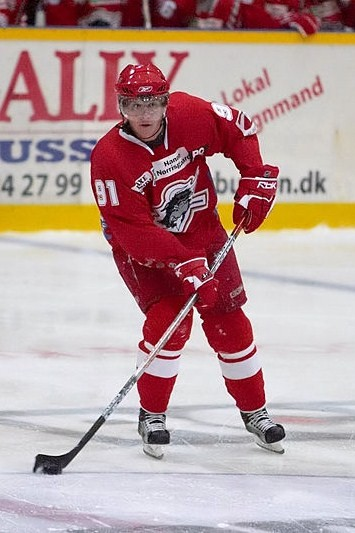
Juha Riihijärvi, gewählt an Position 254

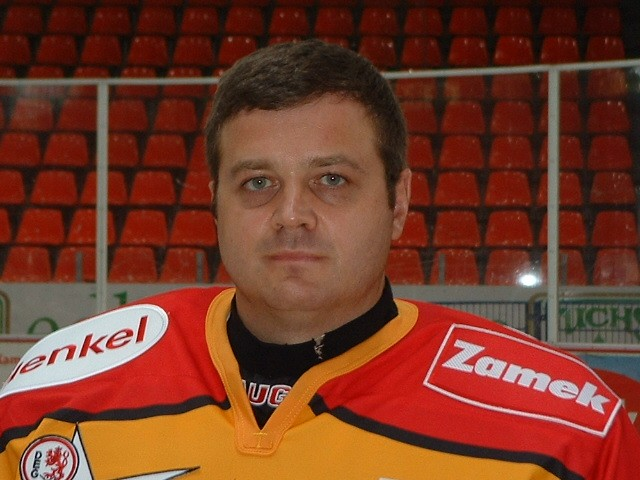
Andrei Trefilow, gewählt an Position 261

| Inhaltsverzeichnis Runde 1 \| Runde 2 \| Runde 3 \| Runde 4 \| Runde 5 \| Runde 6 \| Runde 7 \| Runde 8 \| Runde 9 \| Runde 10 \| Runde 11 \| Runde 12 |

Abkürzungen:
Position mit C = Center, LW = linker Flügel, RW = rechter Flügel, D = Verteidiger, G = Torwart
Farblegende:
 = Spieler, die in die Hockey Hall of Fame aufgenommen wurden

### Runde 1
| #   | Spieler           | Nationalität       | Position | NHL-Team                                    | College-/Junioren-/Profi-Team        |
| --- | ----------------- | ------------------ | -------- | ------------------------------------------- | ------------------------------------ |
| 1.  | Eric Lindros      | Kanada             | C        | Nordiques de Québec                         | Oshawa Generals (OHL)                |
| 2.  | Pat Falloon       | Kanada             | RW       | San Jose Sharks                             | Spokane Chiefs (WHL)                 |
| 3.  | Scott Niedermayer | Kanada             | D        | New Jersey Devils (von Toronto Maple Leafs) | Kamloops Blazers (WHL)               |
| 4.  | Scott Lachance    | Vereinigte Staaten | D        | New York Islanders                          | Boston University (NCAA)             |
| 5.  | Aaron Ward        | Kanada             | D        | Winnipeg Jets                               | University of Michigan (NCAA)        |
| 6.  | Peter Forsberg    | Schweden           | C        | Philadelphia Flyers                         | MoDo Hockeyklubb (Elitserien)        |
| 7.  | Alek Stojanov     | Kanada             | RW       | Vancouver Canucks                           | Dukes of Hamilton (OHL)              |
| 8.  | Richard Matvichuk | Kanada             | D        | Minnesota North Stars                       | Saskatoon Blades (WHL)               |
| 9.  | Patrick Poulin    | Kanada             | LW       | Hartford Whalers                            | Laser de Saint-Hyacinthe (LHJMQ)     |
| 10. | Martin Lapointe   | Kanada             | RW       | Detroit Red Wings                           | Titan de Laval (LHJMQ)               |
| 11. | Brian Rolston     | Vereinigte Staaten | C        | New Jersey Devils                           | Detroit Compuware Ambassadors (NAHL) |
| 12. | Tyler Wright      | Kanada             | C        | Edmonton Oilers                             | Swift Current Broncos (WHL)          |
| 13. | Philippe Boucher  | Kanada             | D        | Buffalo Sabres                              | Bisons de Granby (LHJMQ)             |
| 14. | Pat Peake         | Vereinigte Staaten | RW       | Washington Capitals                         | Detroit Compuware Ambassadors (OHL)  |
| 15. | Alexei Kowaljow   | Sowjetunion        | RW       | New York Rangers                            | Dynamo Moskau (Wysschaja Liga)       |
| 16. | Markus Näslund    | Schweden           | LW       | Pittsburgh Penguins                         | MoDo Hockeyklubb (Elitserien)        |
| 17. | Brent Bilodeau    | Kanada             | D        | Canadiens de Montréal                       | Seattle Thunderbirds (WHL)           |
| 18. | Glen Murray       | Kanada             | RW       | Boston Bruins                               | Sudbury Wolves (OHL)                 |
| 19. | Niklas Sundblad   | Schweden           | RW       | Calgary Flames                              | AIK Solna (Elitserien)               |
| 20. | Martin Ručínský   | Tschechoslowakei   | LW       | Edmonton Oilers (von Los Angeles Kings)     | CHZ Litvínov (1. Liga)               |
| 21. | Trevor Halverson  | Kanada             | LW       | Washington Capitals (von St. Louis Blues)   | North Bay Centennials (OHL)          |
| 22. | Dean McAmmond     | Kanada             | LW       | Chicago Blackhawks                          | Prince Albert Raiders (WHL)          |

### Runde 2
| #   | Spieler          | Nationalität       | Position | NHL-Team                                                              | College-/Junioren-/Profi-Team       |
| --- | ---------------- | ------------------ | -------- | --------------------------------------------------------------------- | ----------------------------------- |
| 23. | Ray Whitney      | Kanada             | LW       | San Jose Sharks                                                       | Spokane Chiefs (WHL)                |
| 24. | René Corbet      | Kanada             | LW       | Nordiques de Québec                                                   | Voltigeurs de Drummondville (LHJMQ) |
| 25. | Eric Lavigne     | Kanada             | D        | Washington Capitals (von Toronto Maple Leafs via Nordiques de Québec) | Olympiques de Hull (LHJMQ)          |
| 26. | Žigmund Pálffy   | Tschechoslowakei   | RW       | New York Islanders                                                    | AC Nitra (1. Liga)                  |
| 27. | Steve Staios     | Kanada             | D        | St. Louis Blues (von Winnipeg Jets)                                   | Niagara Falls Thunder (OHL)         |
| 28. | Jim Campbell     | Vereinigte Staaten | RW       | Canadiens de Montréal (von Philadelphia Flyers)                       | Northwood Prep (US High School)     |
| 29. | Jassen Cullimore | Kanada             | D        | Vancouver Canucks                                                     | Peterborough Petes (OHL)            |
| 30. | Sandis Ozoliņš   | Sowjetunion        | D        | San Jose Sharks (von Minnesota North Stars)                           | Dinamo Riga (Wysschaja Liga)        |
| 31. | Martin Hamrlík   | Tschechoslowakei   | D        | Hartford Whalers                                                      | AC ZPS Zlín (1. Liga)               |
| 32. | Jamie Pushor     | Kanada             | D        | Detroit Red Wings                                                     | Lethbridge Hurricanes (WHL)         |
| 33. | Donevan Hextall  | Kanada             | C        | New Jersey Devils                                                     | Prince Albert Raiders (WHL)         |
| 34. | Andrew Verner    | Kanada             | G        | Edmonton Oilers                                                       | Peterborough Petes (OHL)            |
| 35. | Jason Dawe       | Kanada             | RW       | Buffalo Sabres                                                        | Peterborough Petes (OHL)            |
| 36. | Jeff Nelson      | Kanada             | C        | Washington Capitals                                                   | Prince Albert Raiders (WHL)         |
| 37. | Darcy Werenka    | Kanada             | D        | New York Rangers                                                      | Lethbridge Hurricanes (WHL)         |
| 38. | Rusty Fitzgerald | Vereinigte Staaten | C        | Pittsburgh Penguins                                                   | Duluth East High (US High School)   |
| 39. | Mike Pomichter   | Vereinigte Staaten | LW       | Chicago Blackhawks (von Canadiens de Montréal)                        | Springfield Olympics (NEJHL)        |
| 40. | Jozef Stümpel    | Tschechoslowakei   | C        | Boston Bruins                                                         | AC Nitra (1. Liga)                  |
| 41. | François Groleau | Kanada             | D        | Calgary Flames                                                        | Cataractes de Shawinigan (LHJMQ)    |
| 42. | Guy Leveque      | Kanada             | C        | Los Angeles Kings                                                     | Cornwall Royals (OHL)               |
| 43. | Craig Darby      | Vereinigte Staaten | C        | Canadiens de Montréal (von St. Louis Blues via Vancouver Canucks)     | Albany Academy (US High School)     |
| 44. | Jamie Matthews   | Kanada             | C        | Chicago Blackhawks                                                    | Sudbury Wolves (OHL)                |

### Runde 3
| #   | Spieler           | Nationalität       | Position | NHL-Team                                                        | College-/Junioren-/Profi-Team         |
| --- | ----------------- | ------------------ | -------- | --------------------------------------------------------------- | ------------------------------------- |
| 45. | Dody Wood         | Kanada             | LW       | San Jose Sharks                                                 | Seattle Thunderbirds (WHL)            |
| 46. | Rich Brennan      | Vereinigte Staaten | D        | Nordiques de Québec                                             | Tabor Academy (US High School)        |
| 47. | Yanic Perreault   | Kanada             | C        | Toronto Maple Leafs                                             | Draveurs de Trois-Rivières (LHJMQ)    |
| 48. | Jamie McLennan    | Kanada             | G        | New York Islanders                                              | Lethbridge Hurricanes (WHL)           |
| 49. | Dmitri Filimonow  | Sowjetunion        | D        | Winnipeg Jets                                                   | Dynamo Moskau (Wysschaja Liga)        |
| 50. | Yanick Dupré      | Kanada             | LW       | Philadelphia Flyers                                             | Voltigeurs de Drummondville (LHJMQ)   |
| 51. | Sean Pronger      | Kanada             | C        | Vancouver Canucks                                               | Bowling Green State University (NCAA) |
| 52. | Sandy McCarthy    | Kanada             | RW       | Calgary Flames (von Minnesota North Stars)                      | Titan de Laval (LHJMQ)                |
| 53. | Todd Hall         | Vereinigte Staaten | LW       | Hartford Whalers                                                | Hamden High (US High School)          |
| 54. | Chris Osgood      | Kanada             | G        | Detroit Red Wings                                               | Medicine Hat Tigers (WHL)             |
| 55. | Fredrik Bremberg  | Schweden           | RW       | New Jersey Devils                                               | Djurgårdens IF (Elitserien)           |
| 56. | George Breen      | Vereinigte Staaten | RW       | Edmonton Oilers                                                 | Cushing Academy (US High School)      |
| 57. | Jason Young       | Kanada             | LW       | Buffalo Sabres                                                  | Sudbury Wolves (OHL)                  |
| 58. | Steve Konowalchuk | Vereinigte Staaten | LW       | Washington Capitals                                             | Portland Winter Hawks (WHL)           |
| 59. | Michael Nylander  | Schweden           | C        | Hartford Whalers (von New York Rangers)                         | Huddinge IK (Division 1)              |
| 60. | Shane Peacock     | Kanada             | D        | Pittsburgh Penguins                                             | Lethbridge Hurricanes (WHL)           |
| 61. | Yves Sarault      | Kanada             | LW       | Canadiens de Montréal                                           | Lynx de Saint-Jean (LHJMQ)            |
| 62. | Marcel Cousineau  | Kanada             | G        | Boston Bruins                                                   | Harfangs de Beauport (LHJMQ)          |
| 63. | Brian Caruso      | Kanada             | LW       | Calgary Flames                                                  | University of Minnesota Duluth (NCAA) |
| 64. | Kyle Reeves       | Kanada             | RW       | St. Louis Blues (von Los Angeles Kings)                         | Tri-City Americans (WHL)              |
| 65. | Nathan LaFayette  | Kanada             | C        | St. Louis Blues (von St. Louis Blues via Canadiens de Montréal) | Cornwall Royals (OHL)                 |
| 66. | Bobby House       | Kanada             | RW       | Chicago Blackhawks                                              | Brandon Wheat Kings (WHL)             |

### Runde 4
| #   | Spieler          | Nationalität       | Position | NHL-Team                                                           | College-/Junioren-/Profi-Team            |
| --- | ---------------- | ------------------ | -------- | ------------------------------------------------------------------ | ---------------------------------------- |
| 67. | Kerry Toporowski | Kanada             | D        | San Jose Sharks                                                    | Spokane Chiefs (WHL)                     |
| 68. | Dave Karpa       | Kanada             | D        | Nordiques de Québec                                                | Ferris State University (NCAA)           |
| 69. | Terry Chitaroni  | Kanada             | RW       | Toronto Maple Leafs                                                | Sudbury Wolves (OHL)                     |
| 70. | Milan Hnilička   | Tschechoslowakei   | G        | New York Islanders                                                 | TJ Poldi SONP Kladno (1. Liga)           |
| 71. | Igor Krawtschuk  | Sowjetunion        | D        | Chicago Blackhawks (von Winnipeg Jets)                             | ZSKA Moskau (Wysschaja Liga)             |
| 72. | Peter Ambroziak  | Kanada             | LW       | Buffalo Sabres (von Philadelphia Flyers)                           | Ottawa 67’s (OHL)                        |
| 73. | Vladimír Vůjtek  | Tschechoslowakei   | RW       | Canadiens de Montréal (von Vancouver Canucks)                      | Tri-City Americans (WHL)                 |
| 74. | Mike Torchia     | Kanada             | G        | Minnesota North Stars                                              | Kitchener Rangers (OHL)                  |
| 75. | Jim Storm        | Vereinigte Staaten | LW       | Hartford Whalers                                                   | Michigan Technological University (NCAA) |
| 76. | Mike Knuble      | Vereinigte Staaten | RW       | Detroit Red Wings                                                  | Kalamazoo Jr. Wings (NAHL)               |
| 77. | Brad Willner     | Vereinigte Staaten | D        | New Jersey Devils                                                  | Richfield High (US High School)          |
| 78. | Mario Nobili     | Kanada             | LW       | Edmonton Oilers                                                    | Collège Français de Longueuil (LHJMQ)    |
| 79. | Keith Redmond    | Kanada             | LW       | Los Angeles Kings (von Buffalo Sabres)                             | Bowling Green State University (NCAA)    |
| 80. | Justin Morrison  | Vereinigte Staaten | RW       | Washington Capitals                                                | Kingston Frontenacs (OHL)                |
| 81. | Alexei Schitnik  | Sowjetunion        | D        | Los Angeles Kings (von New York Rangers via Minnesota North Stars) | Sokol Kiew (Wysschaja Liga)              |
| 82. | Joe Tamminen     | Vereinigte Staaten | LW       | Pittsburgh Penguins                                                | Virginia High (US High School)           |
| 83. | Sylvain LaPointe | Kanada             | D        | Canadiens de Montréal                                              | Clarkson University (NCAA)               |
| 84. | Brad Tiley       | Kanada             | D        | Boston Bruins                                                      | Sault Ste. Marie Greyhounds (OHL)        |
| 85. | Steve Magnusson  | Vereinigte Staaten | C        | Calgary Flames                                                     | Anoka High (US High School)              |
| 86. | Aris Brimanis    | Vereinigte Staaten | D        | Philadelphia Flyers (von Los Angeles Kings)                        | Bowling Green State University (NCAA)    |
| 87. | Grayden Reid     | Kanada             | C        | St. Louis Blues                                                    | Owen Sound Platers (OHL)                 |
| 88. | Zac Boyer        | Kanada             | RW       | Chicago Blackhawks                                                 | Kamloops Blazers (WHL)                   |

### Runde 5
| #    | Spieler            | Nationalität       | Position | NHL-Team                                                          | College-/Junioren-/Profi-Team            |
| ---- | ------------------ | ------------------ | -------- | ----------------------------------------------------------------- | ---------------------------------------- |
| 89.  | Dan Ryder          | Kanada             | G        | San Jose Sharks                                                   | Sudbury Wolves (OHL)                     |
| 90.  | Patrick Labrecque  | Kanada             | G        | Nordiques de Québec                                               | Lynx de Saint-Jean (LHJMQ)               |
| 91.  | Juha Ylönen        | Finnland           | C        | Winnipeg Jets (von Toronto Maple Leafs via Philadelphia Flyers)   | Kiekko-Espoo (I-divisioona)              |
| 92.  | Steve Junker       | Kanada             | RW       | New York Islanders                                                | Spokane Chiefs (WHL)                     |
| 93.  | Ryan Haggerty      | Vereinigte Staaten | LW       | Edmonton Oilers (von Winnipeg Jets)                               | Westminster High (US High School)        |
| 94.  | Yanick Degrâce     | Kanada             | G        | Philadelphia Flyers                                               | Draveurs de Trois-Rivières (LHJMQ)       |
| 95.  | Dan Kesa           | Kanada             | RW       | Vancouver Canucks                                                 | Prince Albert Raiders (WHL)              |
| 96.  | Corey Machanic     | Vereinigte Staaten | D        | New York Rangers (von Minnesota North Stars)                      | University of Vermont (NCAA)             |
| 97.  | Mike Kennedy       | Kanada             | C        | Minnesota North Stars (von Hartford Whalers)                      | University of British Columbia (CIAU)    |
| 98.  | Dmitri Motkow      | Sowjetunion        | D        | Detroit Red Wings                                                 | ZSKA Moskau (Wysschaja Liga)             |
| 99.  | Jan Kaminski       | Sowjetunion        | LW       | Winnipeg Jets (von New Jersey Devils)                             | Dynamo Moskau (Wysschaja Liga)           |
| 100. | Brad Layzell       | Kanada             | D        | Canadiens de Montréal (von Edmonton Oilers via Detroit Red Wings) | Rensselaer Polytechnic Institute (NCAA)  |
| 101. | Steve Shields      | Kanada             | G        | Buffalo Sabres                                                    | University of Michigan (NCAA)            |
| 102. | Alexei Kudaschow   | Sowjetunion        | C        | Toronto Maple Leafs (von Washington Capitals)                     | Krylja Sowetow Moskau (Wysschaja Liga)   |
| 103. | Bill Lindsay       | Vereinigte Staaten | LW       | Nordiques de Québec (von New York Rangers)                        | Tri-City Americans (WHL)                 |
| 104. | Rob Melanson       | Kanada             | D        | Pittsburgh Penguins                                               | Olympiques de Hull (LHJMQ)               |
| 105. | Tony Prpic         | Vereinigte Staaten | RW       | Canadiens de Montréal                                             | Culver Military Academy (US High School) |
| 106. | Mariusz Czerkawski | Polen              | RW       | Boston Bruins                                                     | GKS Tychy (Ekstraliga)                   |
| 107. | Jerome Butler      | Vereinigte Staaten | G        | Calgary Flames                                                    | Roseau High (US High School)             |
| 108. | Pauli Jaks         | Schweiz            | G        | Los Angeles Kings                                                 | HC Ambrì-Piotta (NLA)                    |
| 109. | Jeff Callinan      | Vereinigte Staaten | G        | St. Louis Blues                                                   | Minnetonka High (US High School)         |
| 110. | Maco Balkovec      | Kanada             | D        | Chicago Blackhawks                                                | Merritt Centennials (BCHL)               |

### Runde 6
| #    | Spieler              | Nationalität       | Position | NHL-Team                                     | College-/Junioren-/Profi-Team             |
| ---- | -------------------- | ------------------ | -------- | -------------------------------------------- | ----------------------------------------- |
| 111. | Fredrik Nilsson      | Schweden           | LW       | San Jose Sharks                              | Västerås IK (Elitserien)                  |
| 112. | Kevin St. Jacques    | Kanada             | C        | Chicago Blackhawks (von Nordiques de Québec) | Lethbridge Hurricanes (WHL)               |
| 113. | Jeff Perry           | Kanada             | LW       | Toronto Maple Leafs                          | Owen Sound Platers (OHL)                  |
| 114. | Rob Valicevic        | Vereinigte Staaten | RW       | New York Islanders                           | Detroit Compuware Ambassadors (NAHL)      |
| 115. | Jeff Sebastian       | Kanada             | D        | Winnipeg Jets                                | Seattle Thunderbirds (WHL)                |
| 116. | Clayton Norris       | Kanada             | RW       | Philadelphia Flyers                          | Medicine Hat Tigers (WHL)                 |
| 117. | Jewgeni Namestnikow  | Sowjetunion        | D        | Vancouver Canucks                            | Torpedo Nischni Nowgorod (Wysschaja Liga) |
| 118. | Mark Lawrence        | Kanada             | RW       | Minnesota North Stars                        | Detroit Compuware Ambassadors (OHL)       |
| 119. | Mike Harding         | Kanada             | RW       | Hartford Whalers                             | Northern Michigan University (NCAA)       |
| 120. | Alexander Kuzminski  | Sowjetunion        | C        | Toronto Maple Leafs (von Detroit Red Wings)  | Sokol Kiew (Wysschaja Liga)               |
| 121. | Curtis Regnier       | Kanada             | LW       | New Jersey Devils                            | Prince Albert Raiders (WHL)               |
| 122. | Dmitri Juschkewitsch | Sowjetunion        | D        | Philadelphia Flyers (von Edmonton Oilers)    | Torpedo Jaroslawl (Wysschaja Liga)        |
| 123. | Sean O’Donnell       | Kanada             | D        | Buffalo Sabres                               | Sudbury Wolves (OHL)                      |
| 124. | Brian Holzinger      | Vereinigte Staaten | C        | Buffalo Sabres (von Washington Capitals)     | Detroit Compuware Ambassadors (NAHL)      |
| 125. | Fredrik Jax          | Schweden           | RW       | New York Rangers                             | Leksands IF (Elitserien)                  |
| 126. | Brian Clifford       | Vereinigte Staaten | RW       | Pittsburgh Penguins                          | Nichols School (US High School)           |
| 127. | Oleg Petrow          | Sowjetunion        | RW       | Canadiens de Montréal                        | ZSKA Moskau (Wysschaja Liga)              |
| 128. | Barry Young          | Kanada             | D        | New York Rangers (von Boston Bruins)         | Sudbury Wolves (OHL)                      |
| 129. | Bobby Marshall       | Kanada             | D        | Calgary Flames                               | Miami University (NCAA)                   |
| 130. | Brett Seguin         | Kanada             | C        | Los Angeles Kings                            | Ottawa 67’s (OHL)                         |
| 131. | Bruce Gardiner       | Kanada             | C        | St. Louis Blues                              | Colgate University (NCAA)                 |
| 132. | Jacques Auger        | Kanada             | D        | Chicago Blackhawks                           | University of Wisconsin–Madison (NCAA)    |

### Runde 7
| #    | Spieler           | Nationalität       | Position | NHL-Team                                                              | College-/Junioren-/Profi-Team         |
| ---- | ----------------- | ------------------ | -------- | --------------------------------------------------------------------- | ------------------------------------- |
| 133. | Jaroslav Otevřel  | Tschechoslowakei   | LW       | San Jose Sharks                                                       | AC ZPS Zlín (1. Liga)                 |
| 134. | Mikael Johansson  | Schweden           | C        | Nordiques de Québec                                                   | Djurgårdens IF (Elitserien)           |
| 135. | Martin Procházka  | Tschechoslowakei   | RW       | Toronto Maple Leafs                                                   | TJ Poldi SONP Kladno (1. Liga)        |
| 136. | Andreas Johansson | Schweden           | LW       | New York Islanders                                                    | Falu IF (Division 1)                  |
| 137. | Geoff Finch       | Kanada             | G        | Minnesota North Stars (von Winnipeg Jets)                             | Brown University (NCAA)               |
| 138. | Andrei Lomakin    | Sowjetunion        | LW       | Philadelphia Flyers (von Philadelphia Flyers via Toronto Maple Leafs) | Dynamo Moskau (Wysschaja Liga)        |
| 139. | Brent Thurston    | Kanada             | LW       | Vancouver Canucks                                                     | Spokane Chiefs (WHL)                  |
| 140. | Matt Hoffman      | Vereinigte Staaten | C        | Calgary Flames (von Minnesota North Stars)                            | Oshawa Generals (OHL)                 |
| 141. | Brian Mueller     | Vereinigte Staaten | D        | Hartford Whalers                                                      | South Kent School (US High School)    |
| 142. | Igor Malychin     | Sowjetunion        | D        | Detroit Red Wings                                                     | ZSKA Moskau (Wysschaja Liga)          |
| 143. | Dave Craievich    | Kanada             | D        | New Jersey Devils                                                     | Oshawa Generals (OHL)                 |
| 144. | David Oliver      | Kanada             | RW       | Edmonton Oilers                                                       | University of Michigan (NCAA)         |
| 145. | Chris Snell       | Kanada             | D        | Buffalo Sabres                                                        | Ottawa 67’s (OHL)                     |
| 146. | Dave Morissette   | Kanada             | LW       | Washington Capitals                                                   | Cataractes de Shawinigan (LHJMQ)      |
| 147. | John Rushin       | Vereinigte Staaten | C        | New York Rangers                                                      | Edina Kennedy High (US High School)   |
| 148. | Ed Patterson      | Kanada             | RW       | Pittsburgh Penguins                                                   | Kamloops Blazers (WHL)                |
| 149. | Brady Kramer      | Vereinigte Staaten | C        | Canadiens de Montréal                                                 | Haverford High (US High School)       |
| 150. | Gary Golczewski   | Vereinigte Staaten | LW       | Boston Bruins                                                         | Trinity-Pawling High (US High School) |
| 151. | Kelly Harper      | Kanada             | RW       | Calgary Flames                                                        | Michigan State University (NCAA)      |
| 152. | Kelly Fairchild   | Vereinigte Staaten | C        | Los Angeles Kings                                                     | Grand Rapids High (US High School)    |
| 153. | Terry Hollinger   | Kanada             | D        | St. Louis Blues                                                       | Lethbridge Hurricanes (WHL)           |
| 154. | Scott Kirton      | Kanada             | RW       | Chicago Blackhawks                                                    | Powell River Paper Kings (BCHL)       |

### Runde 8
| #    | Spieler          | Nationalität       | Position | NHL-Team                                      | College-/Junioren-/Profi-Team            |
| ---- | ---------------- | ------------------ | -------- | --------------------------------------------- | ---------------------------------------- |
| 155. | Dean Grillo      | Vereinigte Staaten | C        | San Jose Sharks                               | Warroad High (US High School)            |
| 156. | Janne Laukkanen  | Finnland           | D        | Nordiques de Québec                           | Hockey-Reipas (SM-liiga)                 |
| 157. | Aaron Asp        | Kanada             | C        | Nordiques de Québec (von Toronto Maple Leafs) | Ferris State University (NCAA)           |
| 158. | Todd Sparks      | Kanada             | LW       | New York Islanders                            | Olympiques de Hull (LHJMQ)               |
| 159. | Jeff Ricciardi   | Kanada             | D        | Winnipeg Jets                                 | Ottawa 67’s (OHL)                        |
| 160. | Dmitri Mironow   | Sowjetunion        | D        | Toronto Maple Leafs (von Philadelphia Flyers) | Krylja Sowetow Moskau (Wysschaja Liga)   |
| 161. | Eric Johnson     | Vereinigte Staaten | RW       | Vancouver Canucks                             | Plymouth Armstrong High (US High School) |
| 162. | Jiří Kuntoš      | Tschechoslowakei   | D        | Buffalo Sabres (von Minnesota North Stars)    | ASD Dukla Jihlava (1. Liga)              |
| 163. | Steven Yule      | Kanada             | D        | Hartford Whalers                              | Kamloops Blazers (WHL)                   |
| 164. | Robb McIntyre    | Vereinigte Staaten | LW       | Toronto Maple Leafs (von Detroit Red Wings)   | Dubuque Fighting Saints (USHL)           |
| 165. | Paul Wolanski    | Kanada             | D        | New Jersey Devils                             | Niagara Falls Thunder (OHL)              |
| 166. | Gary Kitching    | Kanada             | C        | Edmonton Oilers                               | Thunder Bay Flyers (USHL)                |
| 167. | Tomáš Kucharčík  | Tschechoslowakei   | C        | Toronto Maple Leafs (von Buffalo Sabres)      | ASD Dukla Jihlava (1. Liga)              |
| 168. | Rick Corriveau   | Kanada             | D        | Washington Capitals                           | London Knights (OHL)                     |
| 169. | Corey Hirsch     | Kanada             | G        | New York Rangers                              | Kamloops Blazers (WHL)                   |
| 170. | Peter McLaughlin | Vereinigte Staaten | D        | Pittsburgh Penguins                           | Belmont Hill High (US High School)       |
| 171. | Brian Savage     | Kanada             | LW       | Canadiens de Montréal                         | Miami University (NCAA)                  |
| 172. | Jay Moser        | Vereinigte Staaten | RW       | Boston Bruins                                 | Park High (US High School)               |
| 173. | David St. Pierre | Kanada             | C        | Calgary Flames                                | Collège Français de Longueuil (LHJMQ)    |
| 174. | Michael Burkett  | Kanada             | LW       | Minnesota North Stars (von Los Angeles Kings) | Michigan State University (NCAA)         |
| 175. | Chris Kenady     | Vereinigte Staaten | RW       | St. Louis Blues                               | St. Paul Vulcans (USHL)                  |
| 176. | Roch Belley      | Kanada             | G        | Chicago Blackhawks                            | Niagara Falls Thunder (OHL)              |

### Runde 9
| #    | Spieler             | Nationalität       | Position | NHL-Team                                  | College-/Junioren-/Profi-Team            |
| ---- | ------------------- | ------------------ | -------- | ----------------------------------------- | ---------------------------------------- |
| 177. | Corwin Saurdiff     | Vereinigte Staaten | G        | San Jose Sharks                           | Waterloo Black Hawks (USHL)              |
| 178. | Adam Bartell        | Vereinigte Staaten | D        | Nordiques de Québec                       | Niagara Scenic (NAHL)                    |
| 179. | Guy Lehoux          | Kanada             | D        | Toronto Maple Leafs                       | Voltigeurs de Drummondville (LHJMQ)      |
| 180. | John Johnson        | Kanada             | C        | New York Islanders                        | Niagara Falls Thunder (OHL)              |
| 181. | Sean Gauthier       | Kanada             | G        | Winnipeg Jets                             | Kingston Frontenacs (OHL)                |
| 182. | Jim Bode            | Vereinigte Staaten | RW       | Philadelphia Flyers                       | Plymouth Armstrong High (US High School) |
| 183. | David Neilson       | Kanada             | LW       | Vancouver Canucks                         | Prince Albert Raiders (WHL)              |
| 184. | Derek Herlofsky     | Vereinigte Staaten | G        | Minnesota North Stars                     | St. Paul Vulcans (USHL)                  |
| 185. | Chris Belanger      | Kanada             | D        | Hartford Whalers                          | Western Michigan University (NCAA)       |
| 186. | Jim Bermingham      | Kanada             | C        | Detroit Red Wings                         | Titan de Laval (LHJMQ)                   |
| 187. | Dan Reimann         | Vereinigte Staaten | D        | New Jersey Devils                         | Anoka High (US High School)              |
| 188. | Brent Brekke        | Vereinigte Staaten | D        | Nordiques de Québec (von Edmonton Oilers) | Western Michigan University (NCAA)       |
| 189. | Anthony Iob         | Kanada             | LW       | Buffalo Sabres                            | Sault Ste. Marie Greyhounds (OHL)        |
| 190. | Trevor Duhaime      | Kanada             | RW       | Washington Capitals                       | Lynx de Saint-Jean (LHJMQ)               |
| 191. | Wjatscheslaw Uwajew | Sowjetunion        | D        | New York Rangers                          | Spartak Moskau (Wysschaja Liga)          |
| 192. | Jeff Lembke         | Vereinigte Staaten | G        | Pittsburgh Penguins                       | Omaha Lancers (USHL)                     |
| 193. | Scott Fraser        | Kanada             | RW       | Canadiens de Montréal                     | Dartmouth College (NCAA)                 |
| 194. | Dan Hodge           | Vereinigte Staaten | D        | Boston Bruins                             | Merrimack College (NCAA)                 |
| 195. | David Struch        | Kanada             | C        | Calgary Flames                            | Saskatoon Blades (WHL)                   |
| 196. | Craig Brown         | Kanada             | G        | Los Angeles Kings                         | Western Michigan University (NCAA)       |
| 197. | Jed Fiebelkorn      | Vereinigte Staaten | RW       | St. Louis Blues                           | Osseo High (US High School)              |
| 198. | Scott MacDonald     | Vereinigte Staaten | D        | Chicago Blackhawks                        | Choate Rosemary Hall (US High School)    |

### Runde 10
| #    | Spieler                | Nationalität       | Position | NHL-Team                                    | College-/Junioren-/Profi-Team            |
| ---- | ---------------------- | ------------------ | -------- | ------------------------------------------- | ---------------------------------------- |
| 199. | Dale Craigwell         | Kanada             | C        | San Jose Sharks                             | Oshawa Generals (OHL)                    |
| 200. | Paul Koch              | Vereinigte Staaten | D        | Nordiques de Québec                         | Omaha Lancers (USHL)                     |
| 201. | Gary Miller            | Kanada             | D        | Toronto Maple Leafs                         | North Bay Centennials (OHL)              |
| 202. | Rob Canavan            | Vereinigte Staaten | LW       | New York Islanders                          | Hingham High (US High School)            |
| 203. | Igor Ulanow            | Sowjetunion        | D        | Winnipeg Jets                               | Chimik Woskressensk (Wysschaja Liga)     |
| 204. | Josh Bartell           | Vereinigte Staaten | D        | Philadelphia Flyers                         | Rome Free Academy (US High School)       |
| 205. | Brad Barton            | Kanada             | D        | Vancouver Canucks                           | Kitchener Rangers (OHL)                  |
| 206. | Tom Nemeth             | Kanada             | D        | Minnesota North Stars                       | Cornwall Royals (OHL)                    |
| 207. | Jason Currie           | Kanada             | G        | Hartford Whalers                            | Clarkson University (NCAA)               |
| 208. | Jason Firth            | Kanada             | C        | Detroit Red Wings                           | Kitchener Rangers (OHL)                  |
| 209. | Rob Leask              | Kanada             | D        | Washington Capitals (von New Jersey Devils) | Dukes of Hamilton (OHL)                  |
| 210. | Vegar Barlie           | Norwegen           | RW       | Edmonton Oilers                             | Vålerenga Ishockey (Eliteserien)         |
| 211. | Spencer Meany          | Kanada             | RW       | Buffalo Sabres                              | St. Lawrence University (NCAA)           |
| 212. | Carl LeBlanc           | Kanada             | D        | Washington Capitals                         | Bisons de Granby (LHJMQ)                 |
| 213. | Jamie Ram              | Kanada             | G        | New York Rangers                            | Michigan Technological University (NCAA) |
| 214. | Chris Tok              | Vereinigte Staaten | D        | Pittsburgh Penguins                         | Greenway High (US High School)           |
| 215. | Greg MacEachern        | Kanada             | D        | Canadiens de Montréal                       | Titan de Laval (LHJMQ)                   |
| 216. | Steve Norton           | Kanada             | D        | Boston Bruins                               | Michigan State University (NCAA)         |
| 217. | Sergei Solotow         | Sowjetunion        | LW       | Calgary Flames                              | Krylja Sowetow Moskau (Wysschaja Liga)   |
| 218. | Mattias Olsson         | Schweden           | D        | Los Angeles Kings                           | Färjestad BK (Elitserien)                |
| 219. | Chris MacKenzie        | Kanada             | C        | St. Louis Blues                             | Colgate University (NCAA)                |
| 220. | Aljaksandr Andryjeuski | Sowjetunion        | LW       | Chicago Blackhawks                          | Dynamo Moskau (Wysschaja Liga)           |

### Runde 11
| #    | Spieler              | Nationalität       | Position | NHL-Team              | College-/Junioren-/Profi-Team            |
| ---- | -------------------- | ------------------ | -------- | --------------------- | ---------------------------------------- |
| 221. | Aaron Kriss          | Vereinigte Staaten | D        | San Jose Sharks       | Cranbrook High (US High School)          |
| 222. | Doug Friedman        | Vereinigte Staaten | LW       | Nordiques de Québec   | Boston University (NCAA)                 |
| 223. | Jonathan Kelley      | Vereinigte Staaten | C        | Toronto Maple Leafs   | Arlington High (US High School)          |
| 224. | Marcus Thuresson     | Schweden           | C        | New York Islanders    | Leksands IF (Elitserien)                 |
| 225. | Jason Jennings       | Kanada             | RW       | Winnipeg Jets         | Western Michigan University (NCAA)       |
| 226. | Neil Little          | Kanada             | G        | Philadelphia Flyers   | Rensselaer Polytechnic Institute (NCAA)  |
| 227. | Jason Fitzsimmons    | Kanada             | G        | Vancouver Canucks     | Moose Jaw Warriors (WHL)                 |
| 228. | Shayne Green         | Kanada             | C        | Minnesota North Stars | Kamloops Blazers (WHL)                   |
| 229. | Mike Santonelli      | Vereinigte Staaten | C        | Hartford Whalers      | Matignon High (US High School)           |
| 230. | Bart Turner          | Vereinigte Staaten | LW       | Detroit Red Wings     | Michigan State University (NCAA)         |
| 231. | Kevin Riehl          | Kanada             | C        | New Jersey Devils     | Medicine Hat Tigers (WHL)                |
| 232. | Jewgeni Beloscheikin | Sowjetunion        | G        | Edmonton Oilers       | Ischorez Sankt Petersburg (Wtoraja Liga) |
| 233. | Michail Wolkow       | Sowjetunion        | RW       | Buffalo Sabres        | Krylja Sowetow Moskau (Wysschaja Liga)   |
| 234. | Rob Puchniak         | Kanada             | D        | Washington Capitals   | Lethbridge Hurricanes (WHL)              |
| 235. | Witali Tschinachow   | Sowjetunion        | C        | New York Rangers      | Torpedo Jaroslawl (Wysschaja Liga)       |
| 236. | Paul Dyck            | Kanada             | D        | Pittsburgh Penguins   | Moose Jaw Warriors (WHL)                 |
| 237. | P. J. Lepler         | Vereinigte Staaten | D        | Canadiens de Montréal | Rochester Mustangs (USHL)                |
| 238. | Steve Lombardi       | Vereinigte Staaten | D        | Boston Bruins         | Deerfield Academy (US High School)       |
| 239. | Marko Jantunen       | Finnland           | LW       | Calgary Flames        | Hockey-Reipas (SM-liiga)                 |
| 240. | André Boulianne      | Kanada             | G        | Los Angeles Kings     | Collège Français de Longueuil (LHJMQ)    |
| 241. | Kevin Rappana        | Vereinigte Staaten | D        | St. Louis Blues       | Duluth East High (US High School)        |
| 242. | Mike Larkin          | Vereinigte Staaten | D        | Chicago Blackhawks    | Rice Memorial High (US High School)      |

### Runde 12
| #    | Spieler           | Nationalität       | Position | NHL-Team              | College-/Junioren-/Profi-Team           |
| ---- | ----------------- | ------------------ | -------- | --------------------- | --------------------------------------- |
| 243. | Michail Krawez    | Sowjetunion        | RW       | San Jose Sharks       | SKA Leningrad (Wysschaja Liga)          |
| 244. | Éric Meloche      | Kanada             | RW       | Nordiques de Québec   | Voltigeurs de Drummondville (LHJMQ)     |
| 245. | Chris O’Rourke    | Kanada             | D        | Toronto Maple Leafs   | University of Alaska-Fairbanks (NCAA)   |
| 246. | Marty Schriner    | Vereinigte Staaten | C        | New York Islanders    | University of North Dakota (NCAA)       |
| 247. | Sergei Sorokin    | Sowjetunion        | D        | Winnipeg Jets         | Dynamo Moskau (Wysschaja Liga)          |
| 248. | John Parco        | Kanada             | C        | Philadelphia Flyers   | Belleville Bulls (OHL)                  |
| 249. | Xavier Majic      | Kanada             | C        | Vancouver Canucks     | Rensselaer Polytechnic Institute (NCAA) |
| 250. | Jukka Suomalainen | Finnland           | D        | Minnesota North Stars | GrIFK (I-divisioona)                    |
| 251. | Rob Peters        | Vereinigte Staaten | D        | Hartford Whalers      | Ohio State University (NCAA)            |
| 252. | Andrew Miller     | Kanada             | C        | Detroit Red Wings     | Wexford Raiders (MetJBHL)               |
| 253. | Jason Hehr        | Kanada             | D        | New Jersey Devils     | Kelowna Spartans (BCHL)                 |
| 254. | Juha Riihijärvi   | Finnland           | RW       | Edmonton Oilers       | Kärpät Oulu (SM-liiga)                  |
| 255. | Michael Smith     | Kanada             | D        | Buffalo Sabres        | Lake Superior State University (NCAA)   |
| 256. | Bill Kovacs       | Kanada             | LW       | Washington Capitals   | Sudbury Wolves (OHL)                    |
| 257. | Brian Wiseman     | Kanada             | C        | New York Rangers      | University of Michigan (NCAA)           |
| 258. | Pasi Huura        | Finnland           | D        | Pittsburgh Penguins   | Ilves Tampere (SM-liiga)                |
| 259. | Dale Hooper       | Vereinigte Staaten | D        | Canadiens de Montréal | Springfield Olympics (NEJHL)            |
| 260. | Torsten Kienass   | Deutschland        | D        | Boston Bruins         | EHC Dynamo Berlin (Bundesliga)          |
| 261. | Andrei Trefilow   | Sowjetunion        | G        | Calgary Flames        | Dynamo Moskau (Wysschaja Liga)          |
| 262. | Michael Gaul      | Kanada             | D        | Los Angeles Kings     | St. Lawrence University (NCAA)          |
| 263. | Mike Veisor       | Vereinigte Staaten | G        | St. Louis Blues       | Springfield Olympics (NEJHL)            |
| 264. | Scott Dean        | Vereinigte Staaten | D        | Chicago Blackhawks    | Lake Forest High (US High School)       |

## Statistik
| Rang | Nationalität       | Anzahl |
| ---- | ------------------ | ------ |
|      | Nordamerika        | 208    |
| 1.   | Kanada             | 141    |
| 2.   | Vereinigte Staaten | 67     |
|      | Europa             | 56     |
| 3.   | Sowjetunion        | 25     |
| 4.   | Schweden           | 11     |
| 5.   | Tschechoslowakei   | 10     |
| 6.   | Finnland           | 6      |
| 7.   | Deutschland        | 1      |
| 7.   | Norwegen           | 1      |
| 7.   | Polen              | 1      |
| 7.   | Schweiz            | 1      |

| Rang | Position             | Anzahl |
| ---- | -------------------- | ------ |
| 1.   | Verteidiger          | 88     |
| 2.   | Center               | 52     |
| 3.   | rechte Flügelstürmer | 50     |
| 4.   | linke Flügelstürmer  | 45     |
| 5.   | Torhüter             | 29     |

| Rang | Liga                                            | Anzahl |
| ---- | ----------------------------------------------- | ------ |
| 1.   | National Collegiate Athletic Association (NCAA) | 43     |
| 1.   | Ontario Hockey League (OHL)                     | 43     |
| 3.   | Western Hockey League (WHL)                     | 40     |
| 4.   | US High School                                  | 37     |
| 5.   | Ligue de hockey junior majeur du Québec (LHJMQ) | 25     |
| 6.   | Wysschaja Liga                                  | 24     |
| 7.   | 1. Liga                                         | 9      |
| 7.   | Elitserien                                      | 9      |
| 9.   | United States Hockey League (USHL)              | 8      |
| 10.  | North American Hockey League (NAHL)             | 5      |
| 11.  | SM-liiga                                        | 4      |
| 12.  | British Columbia Hockey League (BCHL)           | 3      |
| 12.  | New England Junior Hockey League (NEJHL)        | 3      |
| 14.  | I-divisioona                                    | 2      |
| 14.  | Division 1                                      | 2      |
| 16.  | Bundesliga                                      | 1      |
| 16.  | Canadian Interuniversity Athletics Union (CIAU) | 1      |
| 16.  | Eliteserien                                     | 1      |
| 16.  | Ekstraliga                                      | 1      |
| 16.  | Metro Junior B Hockey League (MetJBHL)          | 1      |
| 16.  | Nationalliga A (NLA)                            | 1      |
| 16.  | Wtoraja Liga                                    | 1      |

## Rückblick

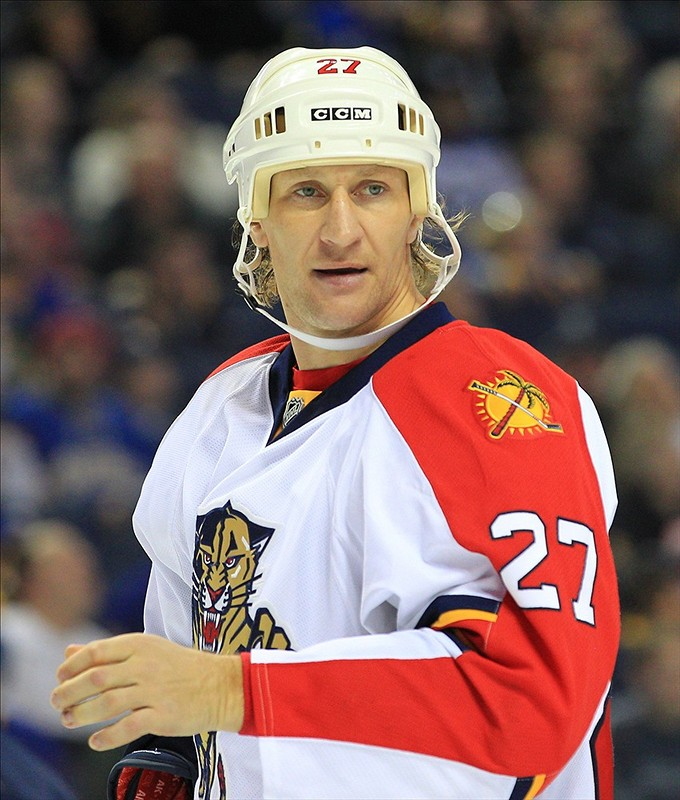
Alexei Kowaljow, bester Torjäger dieses Jahrgangs

Alle Spieler dieses Draft-Jahrgangs haben ihre Profikarrieren beendet. Die Tabellen zeigen die jeweils fünf besten Akteure in den Kategorien Spiele, Tore, Vorlagen und Scorerpunkte sowie die fünf Torhüter mit den meisten Siegen in der NHL. Darüber hinaus haben 113 der 264 gewählten Spieler (ca. 43 %) mindestens eine NHL-Partie bestritten.
Abkürzungen: Sp = Spiele, T = Tore, V = Assists, Pkt = Scorerpunkte, S = Siege; Fett: Bestwert
| Pick | Spieler           | Position | Sp   | T   | V   | Pkt  |
| ---- | ----------------- | -------- | ---- | --- | --- | ---- |
| 23.  | Ray Whitney       | LW       | 1330 | 385 | 679 | 1064 |
| 15.  | Alexei Kowaljow   | RW       | 1316 | 430 | 599 | 1029 |
| 6.   | Peter Forsberg    | C        | 708  | 249 | 636 | 885  |
| 16.  | Markus Näslund    | LW       | 1117 | 395 | 474 | 869  |
| 1.   | Eric Lindros      | C        | 760  | 372 | 493 | 865  |
| 11.  | Brian Rolston     | RW       | 1256 | 342 | 419 | 761  |
| 3.   | Scott Niedermayer | D        | 1263 | 172 | 568 | 740  |
| 123. | Sean O’Donnell    | D        | 1224 | 31  | 198 | 229  |

| Pick | Spieler        | Sp  | S   |
| ---- | -------------- | --- | --- |
| 54.  | Chris Osgood   | 744 | 401 |
| 101. | Steve Shields  | 246 | 80  |
| 48.  | Jamie McLennan | 254 | 80  |
| 169. | Corey Hirsch   | 108 | 34  |
| 70.  | Milan Hnilička | 121 | 29  |